# Liste von Persönlichkeiten der Stadt Augsburg
In dieser Liste werden die Persönlichkeiten mit Bezug zur Stadt Augsburg aufgeführt.

## Söhne und Töchter der Stadt
Die folgenden Personen wurden in Augsburg geboren. Für die Nennung hier ist es unerheblich, ob die Personen ihren späteren Wirkungskreis in Augsburg hatten oder nicht. Viele sind andernorts bekannt geworden. Die Liste erhebt keinen Anspruch auf Vollzähligkeit.

### Bis 14. Jahrhundert
- St. Simpert (* um 750; † 807), Bischof, Vertrauter Karls des Großen, Heiliger
- St. Ulrich (* 890; † 4. Juli 973), Bischof und Heiliger
- St. Egino (* um 1065; † 15. Juli 1120 in Pisa), Abt und Heiliger
- St. Wolfhard (* um 1070; † 30. April 1127 in Verona), Sattler und Heiliger
- David von Augsburg (* um 1200; † 19. November 1272), Franziskaner, Mystiker, Heiliger
- Rudolph Feierabend (* vor 1270; † nach 1313), Zisterzienser und Klosterschreiber

### 15. Jahrhundert
- Erhard Wahraus (* vor 1409), Handelsherr, Ratsmitglied, Verfasser einer Chronik Augsburgs von 1126 bis 1445
- Agnes Bernauer (* um 1410; † 12. Oktober 1435 in Straubing)
- Ulrich Langenmantel (* um 1410; † nach 1473), Augsburger Patrizier, Stiftspropst, Mäzen
- Sigismund Gossembrot der Ältere (1417–1493), Humanist, Kaufmann und Bürgermeister
- Johann Müller (* um 1420/1425; † um 1498/1509 in Augsburg), Goldschmied
- Ulrich Schwarz (* 1422; † 14. April 1478 in Augsburg), Ratsherr und Stadtpfleger in Augsburg
- Ulrich Apt der Ältere (* um 1460; † 1532), Maler
- Thomas Rüger († 1483), Buchdrucker
- Anna Rüger († nach 1491), Buchdruckerin
- Erhard Ratdolt (* 1447; † vor dem 23. Januar 1528), Buchdrucker und Verleger
- Konrad Mörlin (* um 1451; † 2. Februar 1510 in Augsburg), Benediktinerabt zu St. Ulrich und Afra
- Johann Schönsperger (* 1455; † 25. Februar 1521), Buchdrucker und Händlerverleger
- Ulrich Sulzer (* 3. Juli 1463; † Juli 1545), Kaufmann, Stadtgerichtsassessor und Ratsherr
- Konrad Peutinger (* 14. Oktober 1465; † 28. Dezember 1547 in Augsburg), Rats- und Kaufherr zu Augsburg, Oberhaupt der Augsburger Stadtverwaltung, Berater Kaiser Maximilians I.
- Jakob Fugger der Reiche (* 6. März 1459; † 30. Dezember 1525 in Augsburg), Kaufmann und Bankier Jakob Fugger
- Wilhelm Rem (* 1462; † 1529), Chronist

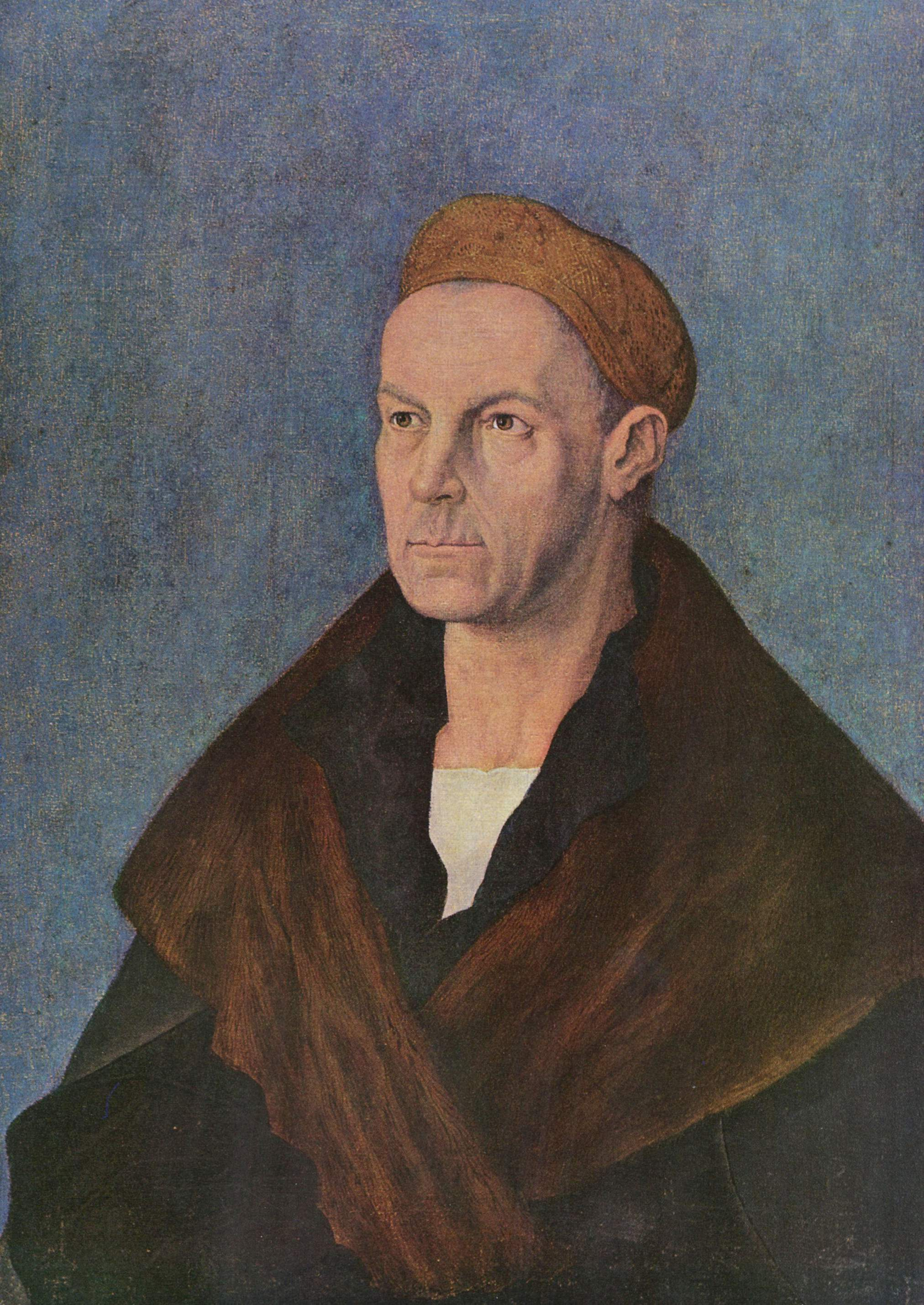
Jakob Fugger

- Matthäus Lang von Wellenburg (* 1468; † 30. März 1540 in Salzburg), Salzburger Erzbischof und Kardinal
- Hans Holbein der Ältere (* 1470; † 1524 in Basel ?), Maler
- Stephan Rosinus (* 1470; † 10. März 1548 in Passau), Humanist, Hochschullehrer und Diplomat
- Hans Burgkmair der Ältere (* 1473; † 1531 in Augsburg), Maler
- Johannes Mader (genannt Foeniseca, * vor 1480; † nach 1515), Humanist, Mathematiker und Herausgeber
- Johann Schönsperger der Jüngere (* um 1480; † 1543 in Schwabmünchen), Buchführer, Buchdrucker und Verleger
- Lucas Rem (* 14. Dezember 1481; † 22. September 1541 in Augsburg), Kaufmann
- Caspar Aquila (* 7. August 1488; † 12. November 1560 in Saalfeld/Saale), Theologe
- Hans Schwarz (* 1492; † um 1550), Medailleur und Bildhauer
- Sixt Dietrich (auch: Xistus Theodericus, * um 1494; † 21. Oktober 1548 in St. Gallen), Komponist
- Augustin Bader (* um 1495; † 30. März 1530 in Stuttgart), Täuferführer und Chiliast
- Hans Kugelmann (* um 1495; † 1542 in Königsberg), Hoftrompeter, Komponist und Melodienbearbeiter (Nun lob, mein Seel, den Herren)
- Johann Forster (* 10. Juli 1496; † 8. Dezember 1556 in Wittenberg), lutherischer Theologe des 16. Jahrhunderts, Sprachwissenschaftler und Wegbegleiter der kirchenpolitischen Reformation in Deutschland
- Hans Holbein der Jüngere (* um 1497; † 29. November 1543 in London), Maler Hans Holbein der Jüngere

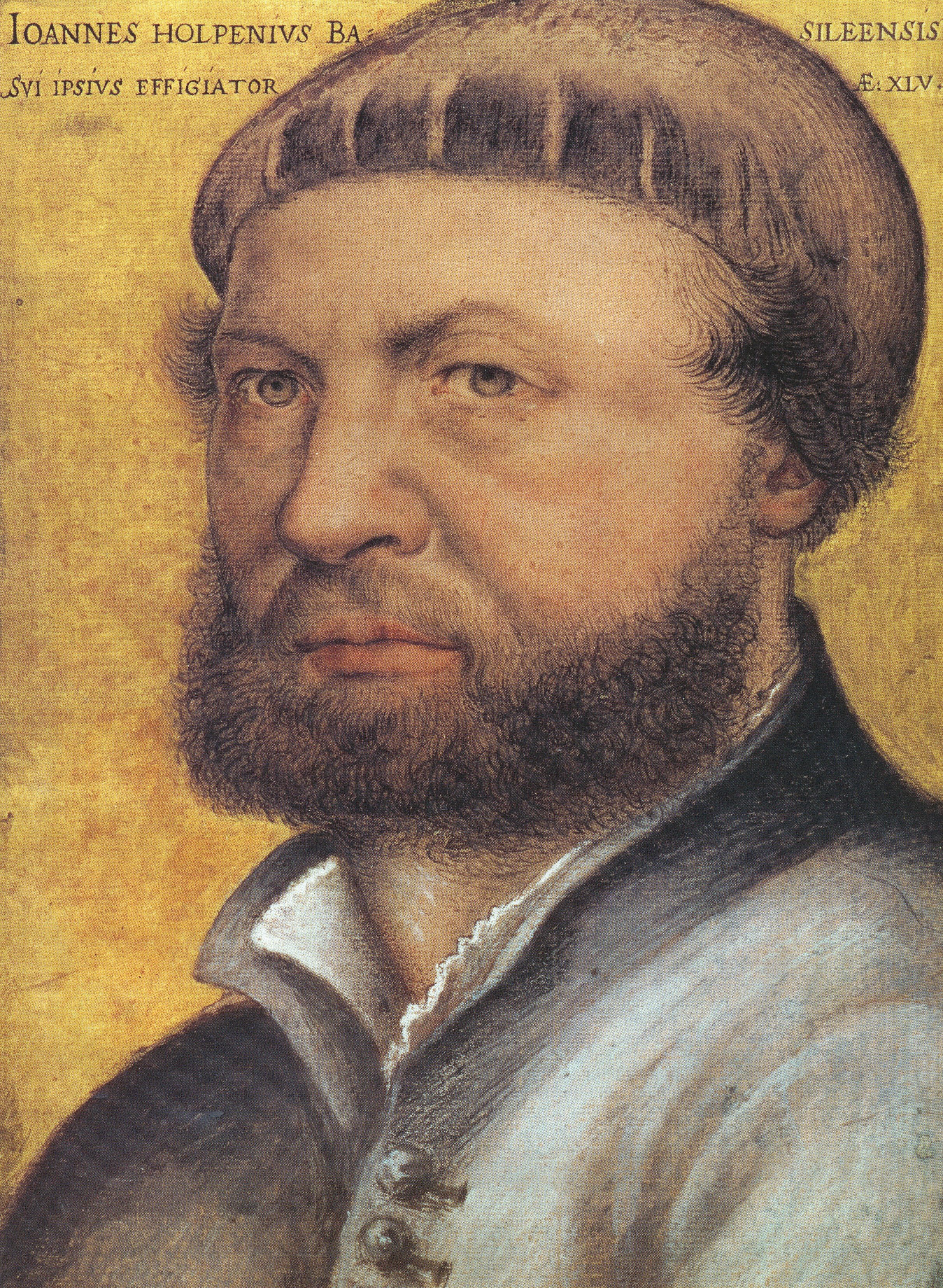
Hans Holbein der Jüngere

- Matthäus Schwarz (* 19. Februar 1497; † um 1574 in Augsburg), Kaufmann, Fachautor und Kunstliebhaber

### 16. Jahrhundert
- Sixtus Birck (* 24. Februar 1501; † 19. Juni 1554 in Augsburg), Dramatiker
- Narziß Renner (* 1502; † 1536 in Augsburg), Buchmaler
- Johann Bämler († 1503), Buchdrucker
- Wolfgang von Paler der Ältere (* 1504 in Augsburg; † 24. Juni 1582 ebenda), Kaufmann und Bankier
- Georg Ilsung (* um 1510; † 4. Dezember 1580 in Augsburg), Landvogt, Finanzmakler und Reichspfennigmeister
- Jörg Breu der Jüngere (* nach 1510; † 1547), Maler
- Paulus Hector Mair (* 1517; † 10. Dezember 1579 in Augsburg), Schreiber im Dienst der Stadt Augsburg, ab 1541 auch Stadtkassierer und ab 1545 auch Proviantmeister
- Johann Spreng (* 1524; † 30. März 1601 in Augsburg), Notar, Meistersinger und Mitglied der dortigen Sängerschule
- Johannes Nysaeus (Niss), (* 1527 in Augsburg; † 19. April 1599 in Emmendingen), Magister, ab 1560 badischer Superintendent und Reformator des Hachberger Landes
- Karl Welser (* 4. Februar 1528; † 24. Februar 1587 in Innsbruck), Landvogt der Markgrafschaft Burgau, ferner Geheimrat und Oberkämmerer des Tiroler Landesfürsten
- Christoph von Ehem (* 24. März 1528; † 1. Juni 1592 in Heidelberg), Jurist, Hochschullehrer und kurpfälzischer Kanzler
- Konrad Rott (* um 1530; † 7. Juli 1610 in Lissabon), Kaufmann und Spekulant
- Christoph Schissler (* um 1531; † 14. September 1608), Instrumentenbauer
- Wendel Dietrich (* um 1535; † um 1622), Holzschnitzer
- Leonhard Rauwolf (* 21. Juni 1535 (nach anderen Angaben auch 1540); † 15. September 1596 in Waitzen, Ungarn), Naturforscher, Botaniker, Arzt und Entdeckungsreisender
- Christoph zu Mecklenburg (* 30. Juli 1537; † 4. März 1592), Herzog zu Mecklenburg, Administrator zu Ratzeburg und der Komturei Mirow
- Nikolaus Haller (* November 1539; † 1584 in Augsburg), Fuggerischer Faktor in Genua, Mailand und in Spanien, Kaiserlicher und Bayerischer Rat
- Sigmund Fugger von Kirchberg und Weißenhorn (* 24. September 1542; † 5. November 1600), Bischof von Regensburg von 1598 bis 1600
- Wolfgang von Paler der Jüngere (* 1545; † 18. Juni 1622 in Augsburg), Kaufmann
- Johannes Busereuth (* 29. September 1548; † 21. April 1610 in Nürnberg), Rechtswissenschaftler, Mediziner und Hochschullehrer
- Johann Baptist Hebenstreit (* 1548; † 1593 in Lauingen (Donau)), evangelischer Pfarrer
- Georg Mylius (* 1548; † 28. Mai 1607 in Wittenberg), lutherischer Theologe, Professor der Theologie in Wittenberg und Jena und Generalsuperintendent der sächsischen Kurkreise
- Gregor Brayssing (16. Jh.), Lautenist, Gitarrist und Komponist (Quart livre de tabulature de guiterre. Paris 1553)
- Hubert Gerhard (* um 1550; † 1620), Bildhauer
- Hans Heinrich Haintzel (* 7. September 1553), Patrizier, Ratsherr, Kirchenpfleger von Augsburg und Gutsbesitzer
- Ferdinand Cron (* 1554; † 1637 in Madrid), Gewürz- und Edelsteinhändler in Indien
- Caspar Sichelbein der Ältere (* um 1555; † 14. Februar 1605 in Memmingen), erster Maler der Malerfamilie Sichelbein und Neugründer der Memminger Schule
- Jacob Paix (* 1556; † um 1623), Organist, Orgelbauer, Kapellmeister, Komponist und Herausgeber
- Markus Welser (* 20. Juni 1558; † 23. Juni 1614 in Augsburg), Humanist, Historiker, Verleger und ab 1611 Bürgermeister von Augsburg
- Daniel Fröschl (* 1563; † 15. Oktober 1613 in Prag), Maler
- Maria Magdalena Fugger (* 30. April 1566; † 29. Mai 1646), Ehefrau von Nikolaus II. Pálffy
- Hieronymus Fabritius (* 9. Januar 1567; † 27. Juli 1632 in Windsheim), Arzt und Apotheker
- Tobias Lotter (* 19. Oktober 1568 in Augsburg; † 19. Dezember 1631 in Stuttgart), lutherischer Geistlicher
- Sebastian Heiß (* 1571; † 20. Juli 1614 in Ingolstadt), Jesuit und Kontroversist
- Elias Holl (* 28. Februar 1573; † 6. Januar 1646 in Augsburg), Baumeister
- Thomas Wegelin (* 21. Dezember 1577; † 16. März 1629 in Straßburg), lutherischer Theologe
- Jacob Reihing (* 6. Januar 1579; † 5. Mai 1628 in Tübingen), Theologe, Konvertit, Professor der Universitäten Ingolstadt und Tübingen
- Karl Stengel (* 29. Januar 1581; † 27. Januar 1663 in Augsburg), Benediktinermönch und Abt, theologischer Schriftsteller
- Wolfgang Kilian (* 10. Mai 1581; † 18. Februar 1663 in Augsburg), Kupferstecher
- Georg Stengel (* 1584; † 10. April 1651 in Ingolstadt), Jesuit, römisch-katholischer Theologe, Philosoph und Schriftsteller
- Raphael Custos (* 1591; † 11. Mai 1664 in Augsburg), Kupferstecher, Radierer und Verleger
- Marcus Banzer (* 28. Dezember 1592; † 4. Mai 1664 in Wittenberg), Mediziner
- Johann Dürr (* um 1600; † 16. Juni 1663 in Weimar), Pseudonym Augustanus, Kupferstecher
- Susanna Mayr (* um 1600; † 1674 in Augsburg), Barockmalerin, Kupferstecherin und Silhouettenschneiderin

### 17. Jahrhundert
- Josua Wegelin (* 11. Januar 1604; † 14. September 1640 in Preßburg, Kgr. Ungarn), evangelisch-lutherischer Theologe, Liederdichter
- Matthias Koch von Gailenbach (* 1610; † 12. Juni 1680), Patrizier und Kaufmann
- Wolfgang Ebner (* 1612; † 12. Februar 1665 in Wien), Organist, Kapellmeister und Komponist
- Johannes Koch von Gailenbach (* 5. Januar 1614; † 1. November 1693 in Augsburg), Patrizier, Oberkirchenpfleger und Geheimer Rat
- Elias Widemann (wahrscheinlich 1619–1652), österreichischer Kupferstecher, Zeichner und Künstler
- Anna Eberwin († 1669 in Augsburg), als Hexe verbrannt
- David Motzhardt (* 1620; † 1685), Baumeister
- Jonas Umbach (* 1624; † 1693), Maler
- Georg Hieronymus Welsch (* 28. Oktober 1624; † 11. November 1677 in Augsburg), Arzt in Augsburg
- Johann Matthäus Faber (* 24. Februar 1626; † 25. September 1702), Leibarzt der Herzöge von Württemberg-Neuenstadt
- Anton Reiser (* 7. März 1728; † 29. April 1686 in Hamburg), lutherischer Theologe
- Johann Ulrich Mayr (* 1630; † 11. Juni 1704 in Augsburg), Barockmaler
- Paul Fugger von Kirchberg und Weißenhorn (* 13. Dezember 1637; † 27. April 1701 in München), Reichshofrat und kurbayerischer Obersthofmeister
- Johann Philipp Thelott (* 19. Mai 1639; † 20. August 1671 in Frankfurt am Main), Kupferstecher und Buchillustrator
- Thomas Eisenhut (* 23. Mai 1644; † 4. November 1702 in Kempten), Komponist, Kapellmeister, Organist und Musikpädagoge
- Lukas Schröck (* 20. September 1646; † 3. Januar 1730 in Augsburg), Mediziner und Naturforscher
- Moritz Lang (* 1647; † 1700), Kupferstecher
- Hans Georg Mozart (* 1647; † 1719), Baumeister
- Hildegard Meixner (* 30. Juni 1649; † 24. März 1722 in Gessertshausen), Äbtissin der Zisterzienserinnenabtei Oberschönenfeld
- Leopold Ilsung (* 6. September 1651; † 15. Februar 1715 in Augsburg), Propst des Augustinerchorherrenstiftes St. Georg
- Georg Motz (* 24. Dezember 1653; † 25. September 1733 in Tilsit), Organist, Kantor und Kirchenmusiker
- Philipp Jacob Hornung (um 1654–nach 1727), Goldschmied
- Johann Ulrich Krauß (* 1655; † 1719 in Augsburg), Zeichner, Kupferstecher und Verleger
- Johann Christoph Boecklin (* 1657; † 1709 in Leipzig), Kupferstecher
- Daniel Merck (* 1657 in Augsburg; † 1717 in Augsburg), Violinist und Komponist
- Andreas Matthäus Wolfgang (* 1660; † 1736 in Augsburg), Kupferstecher
- Jeremias Wolff (* 1663; † 1724 in Augsburg), Kupferstecher und Verleger
- Benedict Gullmann (* 3. April 1673; † 17. Dezember 1745), Arzt, Stadtphysicus in Augsburg und Mitglied der Gelehrtenakademie „Leopoldina“
- Johann Balthasar Probst (* 1673; † 1750 in Augsburg), Kupferstecher
- Johann Matthias Hase (* 1684; † 1742), Mathematiker, Astronom, Kartograph und historischer Geograph
- Hieronymus Laub (* 15. Februar 1684; † 5. Dezember 1753), Mediziner, Leibarzt des dänischen Königs und Mitglied der Gelehrtenakademie Leopoldina
- Wolfgang Jakob Sulzer (* 3. Juni 1685; † 30. Juni 1751), Politiker und Jurist
- Anton Sturm (* 1686; † 16. April 1752 in Frankfurt am Main), Maler, Zeichner und Kunsthändler
- David Ulrich Boecklin (* 1686; † 1748 in Leipzig), Kupferstecher
- Gustav Andreas Wolfgang (* 1692; † 1775 in Augsburg), Maler und Kupferstecher
- Johann Georg Schmidt (* 1694; † 1767 in Braunschweig), Kupferstecher
- Johann Jakob Brucker (* 1696; † 1770), evangelischer Theologe, Pfarrer und Philosophiehistoriker
- Johann Rigalia der Jüngere (* 1697; † 14. September 1733 in Augsburg), Maurer- und Baumeister
- Johann Christian Leopold (* 1699 in Augsburg; † 3. August 1755 Augsburg), Kupfer- und Notenstecher, Kunst- und Musikverleger
- Salomon Kleiner (* 4. März 1700; † 25. März 1761 in Wien), Architekturzeichner und -stecher
- Johann Georg Hertel der Ältere (* 20. September 1700; † 7. Juli 1775 in Augsburg), Kupferstecher und Verleger
- Georg Tobias Dürr (* 17. Jahrhundert; † 3. September 1712), Augsburger Stadtphysicus, Mitglied der Leopoldina

### 18. Jahrhundert
- Andreas Christoph Graf (* 3. Januar 1701; † 1776 in Augsburg), Pädagoge und Autor u. a. des ersten Benimmbuches (vor Knigge)
- Caspar Walter (* 27. Februar 1701; † 6. Januar 1769), Brunnenmeister
- Johann Georg Lotter (* 25. März 1702; † 12. April 1737 in Sankt Petersburg), Altertumswissenschaftler und Philologe
- Georg Andreas Wolfgang d. J. (* 1703; † 22. Januar 1745 in Gotha), Maler
- Elias Hayum (auch: Elias Mayer; * 1709 in Pfersee, heute Stadtteil Augsburgs; † 26. Mai 1766 in Mannheim), Händler in Stuttgart, Hof- und Milizfaktor zu Mannheim und zu Zweibrücken
- Georg Christoph Kilian (* 4. Januar 1709; † 15. Juni 1781 in Augsburg), Kupferstecher und Verleger
- Christian Wolfgang (* 7. Juni 1709; † 19. Juli 1750 in Berlin), Kupferstecher und Miniaturmaler
- Christiane Rosine Spitzel (* 23. März 1710; † 16. August 1740 in Köthen), Kupferstecherin, Dichterin sowie Schriftstellerin
- Sebald Minderer (* 20. Mai 1710; † 30. November 1784 in Passau), Franziskaner und katholischer Theologe
- Ulrich Weiß (* 1. November 1713; † 4. Juni 1763 im Kloster Irsee), Benediktinerpater
- Gottfried Eichler, der Jüngere (* 1715; † 21. Oktober 1770 in Augsburg), Zeichner und Kupferstecher
- Alexander Glässer (* 30. Januar 1715; † 7. März 1758), Kupferstecher
- Andreas Mayer (* 8. Juni 1716; † 19. Dezember 1782 in Greifswald), Mathematiker, Astronom und Kartograph
- Emanuel Eichel (* 1717; † 1782  in Augsburg), Kupferstecher
- Peter Obladen (* 1717 in Augsburg; † 18. August 1801 ebenda), Domchorvikar und Kanoniker in Augsburg, Schriftsteller und Übersetzer
- Leopold Mozart (* 14. November 1719; † 28. Mai 1787 in Salzburg), Komponist, Vater von Wolfgang Amadeus Mozart Leopold Mozart

Leopold Mozart

- Otto Christian Sahler (* 1720; † 29. März 1811 in Berlin), Gold- und Silberschmied, Porträtmaler, Kupferstecher, Zeichner, Wachsbossierer und Zeichenlehrer
- Thomas von Münch (* 14. oder 24. Februar 1723; † 25. Februar 1758 in Augsburg), Jurist, Herr auf Schloss Aystetten, Schloss Filseck und Mühringen
- Johann Baptist Bergmüller (* 1724; † 1785 in Augsburg), Maler, Kupferstecher, Graphiker, Stecher, Kunsthändler und Verleger
- Christian II. von Münch (* 26. März 1724 in Augsburg; † Mai 1780 in Augsburg), Bankier und Stifter
- Matthaeus Deisch (* 18. Juli 1724; † 28. Januar 1789 in Danzig), Kupferstecher
- Johann August Urlsperger (* 25. November 1728; † 1. Dezember 1806 in Hamburg), Theologe
- Benedikt Adam Freiherr von Liebert, Edler von Liebenhofen (* 3. Januar 1731; † 30. August 1810), Großkaufmann und Bankier, Bauherr des Schaezlerpalais
- Johann Lorenz Rugendas der Ältere (* 7. April 1733; † 8. April 1799 ebenda), Maler, Kupferstecher und Kunstverleger
- Johann Gottfried Eckard (* 21. Januar 1735; † 24. Juli 1809 in Paris), Pianist und Komponist
- Johann Joseph Anton Huber (* 22. Juni 1737; † 26. Oktober 1815 in Augsburg), Freskomaler und Direktor der Reichsstädtischen Kunstakademie Augsburg
- Johann Elias Haid (* 1739; † 5. April 1809 in Augsburg), Kupferstecher, Porträtmaler, Schabkünstler und Verleger
- Christoph Christian Sturm (* 25. Januar 1740; † 26. August 1786 in Hamburg), Hauptpastor der Kirche St. Petri in Hamburg, Kirchenlieddichter
- Christoph Caspar Höschel (* 4. März 1744; † 23. März 1820 in Augsburg), Präzisionsmechaniker und Lehrer
- Johann Michael Söckler (* 9. November 1744; † 7. April 1781 in München), Kupferstecher in München
- Leonhard Bayrer (* 1749; † 1802), Jesuit, Moraltheologe und geistlicher Schriftsteller
- Ulrich Peutinger (* 8. Juni 1751 in Inningen, heute Stadtteil Augsburgs; † 12. Juni 1817 in Abtei Irsee), Benediktiner, Theologe und Hochschullehrer
- Christian III. von Münch (* 25. Dezember 1752; † 29. Dezember 1821 in Mühringen), Bankier und Stifter
- Ludwig Friedrich Krauss (* 5. November 1757; † 1851 in Augsburg), evangelisch-lutherischer Geistlicher und Theologe
- Maria Anna Thekla Mozart (* 25. September 1758; † 25. Januar 1841 in Bayreuth), Mozarts berühmtes Bäsle
- Leonhard Jakob von Prunner (* 1760; † 1831 in Cagliari), Offizier in sardischen Diensten, Entomologe und Mineraliensammler
- Ernst Carl Thelott (* 6. Juni 1760; † 24. September 1834 in Düsseldorf), Maler und Kupferstecher
- Franz Thomas Weber (* 1. August 1761; † 2. Juni 1828 in Augsburg), Kupferstecher und Radierer
- Joseph Georg Franz von Ahorner (* 1764; † 1839), Mediziner
- Sebastian Windprecht (* 1767; † 28. Juni 1837), Antiquar und Augsburger Persönlichkeit
- Philipp Jakob Jäck (* in Augsburg; † 14. Februar 1818 in Augsburg), Mediziner und Stadtarzt in Augsburg
- Augustin Stark (* 22. Februar 1771; † 8. März 1839 in Augsburg), Naturforscher, Lehrer und Domherr in Augsburg
- Ignaz Anton Demeter (* 1. August 1773; † 21. März 1842 in Freiburg im Breisgau), Erzbischof von Freiburg 1836–1842
- André Stein (* 12. Dezember 1776; † 6. Mai 1842 in Wien), Klavierbauer
- Johann Benedikt von Paris von und zu Gailenbach (* 13. Juni 1781; † 24. April 1838 in Augsburg), Kaufmann, Kämmerer des Königreiches Bayern, Major und Sammler
- Pius Alexander Wolff (* 1782; † 1828 in Weimar), Schauspieler, Regisseur, Schriftsteller
- Friedrich von Münch (* 15. September 1788; † 8. August 1856), Rittergutsbesitzer und Unternehmer
- Heinrich von Prieser (* 20. Mai 1797; † 28. Januar 1870 in Stuttgart), Justizminister und Geheimer Rat im Königreich Württemberg
- Joseph von Hefner (* 5. Februar 1799; † 16. September 1862 in München), Historiker und Gymnasialprofessor
- Karl Wirth (* 1800; † 1882 in Stuttgart), Orgel- und Klavierbauer, Unternehmer in Sankt Petersburg
- Joseph Christoph Keßler (ursprünglich Kötzler, * 26. August 1800; † 14. Januar 1872 in Wien), Pianist und Komponist

### 19. Jahrhundert
- Carl Geyer (* 4. März 1802; † 1. Juni 1889 in Augsburg), Entomologe, Kupferstecher und Zeichner
- Joseph Steingrübel (* 10. Februar 1804; † 19. Oktober 1838), Maler, Grafiker und Lithograf
- Albert von Binder (* 7. September 1804; † 21. Oktober 1868 in Ludwigsburg), Generalsuperintendent und Prälat von Ludwigsburg
- Johann Geyer (* 7. Januar 1807; † 26. November 1875 in Augsburg), Maler und Hochschullehrer
- Jacob Friedrich Benedict Schmid (* 30. Mai 1807; † März 1853 in Augsburg), Bankier in Augsburg
- Gustav von Binder (* 30. Juli 1807; † 22. Januar 1885 in Stuttgart), württembergischer Gymnasialprofessor und Landtagsabgeordneter
- Carl Wilhelm Anton Braun (* 1808; † 14. Februar 1894 in Augsburg), Jurist und Kommunalpolitiker
- Christoph Friedrich Nilson (* 9. März 1811; † 19. Dezember 1879 in München), Maler und Freskant
- Mathilde Karoline von Bayern (* 30. August 1813; † 25. Mai 1862 in Darmstadt), Großherzogin von Hessen und bei Rhein
- Matthias Reischle (* 12. Dezember 1813; † 25. Januar 1897 in München), Wirtschaftspädagoge
- Friedrich Dobel (* 26. April 1819; † 21. Juli 1891 in Augsburg), evangelischer Pfarrer, Archivar und Bibliothekar
- Eduard Bayer (* 1822; † 1908), Gitarrenvirtuose
- Friedrich von Lüneschloß (* 11. Dezember 1822; † 20. Februar 1899 in München), königlich bayerischer Generalmajor
- Ludwig Gustav Voltz (* 28. April 1825; † 26. Dezember 1911 in München), Maler, Zeichner und Illustrator
- Jakob Emanuel Gaisser (* 21. November 1825; † 21. Januar 1899 in München), Maler
- Georg von Krauß (* 25. Dezember 1826; † 5. November 1906 in München), Industrieller (Lokomotivfabrik Krauss & Comp., München)
- Konstantin Freiherr von Schaezler (* 7. Mai 1827; † 19. September 1880 in Interlaken), katholischer Theologe, Berater beim Esten Vatikanischen Konzil
- Adalbert J. Volck (* 14. April 1828; † 26. März 1912 in Baltimore), deutsch-amerikanischer Zahnarzt, Maler und Karikaturist
- Johann Nepomuk von Fäustle (* 28. Dezember 1828; † 17. April 1887 in München), königlich-bayerischer Jurist, Richter und Justizminister
- Max Treu (* 27. Januar 1830; † 3. September 1916 in Augsburg), Baumeister
- Albert Traeger (* 12. Juni 1830; † 26. März 1912 in Berlin-Charlottenburg), Politiker und Publizist
- Wilhelm Sulpiz Kurz (* 5. Mai 1834; † 15. Januar 1878 in Penang), Botaniker
- Friedrich von Münch (* 23. Oktober 1834; † 9. Januar 1882 in Stuttgart), Gutsbesitzer
- Otto Müller (* 10. Januar 1837; † 8. März 1920 in Wien), Musiker, Komponist, Dirigent, Organist und Musikpädagoge
- Eugen von Bassus (* 27. Juli 1838; † 30. Juli 1894 in Sandersdorf), Großgrundbesitzer
- Max Britzelmayr (* 7. Januar 1839; † 6. Dezember 1909 in Augsburg), Lichenologe und Mykologe
- Ludwig von Kramer (* 25. Mai 1840; † 7. Januar 1908 in München), Maler, Illustrator und Restaurator
- Albert Christoph Frisch (* 31. Mai 1840; † 30. Mai 1918 in Berlin), Lithograf, Fotograf, Drucker und Verleger
- Franz Weber (* 7. März 1845; † 11. Januar 1918 in München), Jurist und Schriftsteller
- Johann Most (* 5. Februar 1846; † 17. März 1906 in den USA), Journalist, Gewerkschafter, sozialdemokratischer Reichstagsabgeordneter, Anarchist und Vertreter der „Propaganda der Tat“
- Max Klein (* 11. September 1848; † 6. August 1910), Jurist, Reichsgerichtsrat
- Pius Wittmann (* 23. Juni 1849; † 30. November 1926 in Waldheim/Sachsen), Historiker und Archivar
- Robert Bonnet (* 17. Februar 1851; † 13. Oktober 1921 in Würzburg), Mediziner
- Theodor von Kramer (* 10. Februar 1852; † 3. Juli 1927 in Traunstein), Architekt und bayerischer Baubeamter
- August Müller von Gnadenegg (* 18. Juli 1852; † 20. März 1926 in Tegernsee), bayerischer Generalmajor
- Theodor Reuß (* 28. Juli 1855; † 28. Oktober 1923 in München), Opernsänger, radikaler politischer Aktivist
- Max Gaisser (* 22. Juni 1857; † 20. Juli 1922 in München), Maler
- Friedrich von Müller (* 17. September 1858; † 18. November 1941 in München), Mediziner, gilt als einer der Begründer des modernen Klinikwesens
- Félix José de Augusta (* 26. Dezember 1860; † 16. November 1935), Kapuziner und Sprachforscher
- Friedrich Veit (* 18. Mai 1861; † 18. Dezember 1948 in Bayrischzell), Theologe
- Hermann Rehm (* 19. April 1862; † 15. August 1917 in Straßburg), Rechtswissenschaftler, Hochschullehrer und Politiker (Elsaß-Lothringische Mittelpartei)
- Karl Rebel (* 15. November 1863; † 4. Juli 1939 in Memmingen), Forstbeamter und Naturschützer, Waldbaureferent im bayerischen Finanzministerium
- Bernhard de Rudder (* 9. Oktober 1864; † 26. Oktober 1929 in Miesbach), Verwaltungsjurist und Bezirksoberamtmann
- Christoph Mayer (* 15. Juli 1864; † 11. Mai 1931 vermutlich in Würzburg), Architekt
- Sebastian Euringer (* 20. Januar 1865; † 10. Juli 1943 in Dillingen an der Donau), Theologe und Orientalist
- Ernst Troeltsch (* 17. Februar 1865; † 1. Februar 1923 in Berlin), Theologe und Politiker (DDP)
- Joseph von Pestalozza (* 17. Juni 1868; † 26. August 1930 in Erlangen), bayerischer Adeliger und Landtagsabgeordneter
- Ludwig Klein (* 16. Oktober 1868; † 26. Juli 1945 in Bevensen bei Uelzen), Maschinenbauingenieur und Hochschullehrer
- Ludwig Robert Müller (* 26. April 1870; † 8. September 1962 in Erlangen), Mediziner und Hochschullehrer
- August Schmid-Lindner (* 15. Juli 1870; † 21. Oktober 1959 in Auerberg), Pianist, Komponist und Hochschullehrer
- Hermann Bourier (* 7. Juni 1871; † 15. Dezember 1949), Benediktiner
- Georg Simon (* 25. Januar 1872; † 25. Juni 1944), Politiker (SPD), Reichstagsabgeordneter
- Hans von Euler-Chelpin (* 15. Februar 1873; † 6. November 1964 in Stockholm), Chemiker (1929 Nobelpreis für Chemie) Hans von Euler-Chelpin

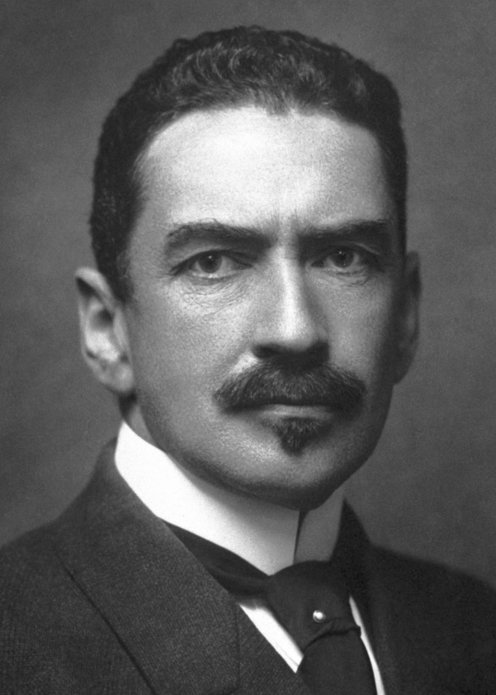
Hans von Euler-Chelpin

- Georg Gollwitzer (* 17. Januar 1874; † 4. Februar 1941 in Ludwigshafen), Politiker
- Gustav Böhm (* 27. Januar 1874; † 3. Juli 1944 in Göggingen bei Augsburg), Jurist und Schriftsteller
- Walther Straub (* 8. Mai 1874; † 22. Oktober 1944 in Bad Tölz), Pharmakologe und Hochschullehrer
- Franz Xaver Eberle (* 4. Juli 1874; † 19. November 1951 in Augsburg), Weihbischof in Augsburg
- Ludwig Michael Curtius (* 13. Dezember 1874; † 10. April 1954 in Rom), Archäologe und Kunsthistoriker
- Eduard Zimmermann (* 1874; † 1951), Oberbaurat und Heraldiker
- Emil Roesle (* 27. Januar 1875; † 15. August 1962 in Berlin-Nikolassee), Medizinstatistiker und Genealoge
- Karl Xaver Goetz (* 28. Juni 1875; † 8. September 1950 in München), Medailleur
- Wilhelm Prager (* 6. September 1876; † 20. April 1955 in Prien am Chiemsee), Schauspieler, Regisseur und Filmproduzent
- Nikolaus Brem (* 25. Oktober 1877; † 2. Juni 1957 in München), römisch-katholischer Geistlicher, Domkapitular
- Adolf Lallinger (* 30. November 1877; † 8. Dezember 1955 in München), Schauspieler
- Karl Haberstock (* 19. Juni 1878; † 6. September 1956 in München), bedeutender Kunsthändler im Nationalsozialismus, Mäzen in Augsburg
- Eugen Alt (* 4. August 1878; † 25. September 1936 in Dresden), Meteorologe, Klimatologe und Hochschullehrer
- Max Welcker (* 4. Dezember 1878; † 30. Juni 1954 in Augsburg), Volksschullehrer, Komponist, Organist und Herausgeber musikalischer Werke
- Franz Reuß (* 5. Mai 1879; † nach 1937), Schriftsteller
- Christina Noll (* 29. Januar 1880; † 27. Mai 1935), Politikerin, (SPD), Abgeordnete des Landtags des Volksstaates Hessen
- Thusnelda Lang-Brumann (* 15. April 1880; † 10. Juni 1953 in München), Lehrerin und Politikerin (BVP, CSU), Reichstagsabgeordnete
- Josef Wagner (* 27. Juli 1880; † 22. Juni 1942), Verwaltungsjurist und Bezirksoberamtmann in Bad Aibling
- Friedrich Erdmannsdorffer (* 12. August 1880; † 11. Januar 1962 in Rosenheim), Dramatiker, Romancier und Lyriker
- Albert Kirchmayer (* 3. Dezember 1880; † 16. Mai 1966 in Augsburg), Architekt
- Ernst Recht (* 19. November 1881; † 18. Februar 1971 in München), Verwaltungsjurist und Bezirksoberamtmann
- Christian Weiß (* 21. März 1882; † 13. September 1930 in St. Moritz), Jurist und Politiker
- Mia Cordes (* 29. März 1882; † 16. Februar 1955 in Berlin), Schauspielerin
- August Haas (* 9. September 1882; † 9. Januar 1931 in Klagenfurt) Jurist, Ministerialbeamter und Diplomat, Besitzer der Augsburger Postzeitung
- Hans Goetz (* 4. Mai 1883; † 24. Januar 1944 in München), Ingenieurwissenschaftler und Leiter des Landwirtschaftsamtes im Wehrkreis VII München
- Friedrich Orth (* 6. Oktober 1883; † nach 1947), Violinpädagoge und Konservatoriumsdirektor
- Siegfried Aufhäuser (* 1. Mai 1884; † 6. Dezember 1969 in Berlin), Gewerkschaftsführer, Reichstagsabgeordneter (SPD)
- Georg Häring (* 5. März 1885; † 24. August 1973 in Kassel), Politiker (SPD), hessischen Staatsminister für Ernährung und Landwirtschaft
- Paul Barnickel (* 4. Mai 1885; † 4. Juni 1966 in München), Rechtsanwalt
- Wilhelm Marschall (* 30. September 1886; † 21. März 1976 in Mölln), Generaladmiral
- Franz Lichtenauer (* 25. November 1886; † 4. Januar 1955 in Berlin-Wilmersdorf), Schauspieler
- Kurt Schwarz (* 28. August 1887; † 6. August 1973 in Bayreuth), Landrat im Landkreis Bayreuth
- Ludwig Keller (* 21. Januar 1888; † 5. Oktober 1950 in Berlin), Buchdrucker und Politiker
- Otto Künneth (* 9. August 1888; † 2. Juni 1954 in Forchheim), Landrat im Landkreis Feuchtwangen
- Leonhard Eser (* 16. Dezember 1889; † 26. Februar 1960 in München), Politiker
- Elfriede Strnad (* 8. Februar 1890; † 4. September 1960 in Klosterneuburg), Sozialpädagogin, Fröbelpädagogin
- Walter Fries (* 23. September 1890; † 10. Juli 1934 in Nürnberg), Kunsthistoriker
- Günther Müller (* 15. Dezember 1890; † 9. Juli 1957 in Bonn), Germanist und Hochschullehrer
- Adolf von Bomhard (* 6. Januar 1891; † 19. Juli 1976), SS-Gruppenführer, später Bürgermeister
- Richard Euringer (* 4. April 1891; † 29. August 1953), Schriftsteller
- Konrad Wittmann (* 6. Juni 1891; † 17. April 1951 in New York), Architekt, Maler, Kupferstecher, Autor, Hochschullehrer
- Valentin Baur (* 19. Dezember 1891; † 25. Juni 1971), Politiker (SPD), MdB
- Klaus Müller (* 19. April 1892; † 6. August 1980 in Augsburg), Politiker, Oberbürgermeister der Stadt Augsburg
- Jakob Grimminger (* 25. April 1892; † 28. Januar 1969), Nationalsozialist und SS-Mann
- Erich Brandenberger (* 15. Juli 1892; † 21. Juni 1955 in Bonn), General der Panzertruppe im Zweiten Weltkrieg
- Ludwig Ohlenroth (* 31. Juli 1892; † 4. Oktober 1959 in Augsburg), Archäologe
- Max Hintermayr (* 20. Januar 1893; † 4. Oktober 1986 in Nürnberg), Industrieller und Fabrikant
- Hildebrand Dussler (* 8. Oktober 1893; † 2. Mai 1979 in Marktoberdorf), Benediktiner und Heimatforscher
- Otto Vogel (* 24. März 1894; † 12. Mai 1983), Fabrikant, Kaufmann, Politiker und Senator
- Friedrich August Mainz (* 18. September 1895; † 8. Juli 1974 in Minusio/CH), Filmproduzent
- Josef Fuchsloch (* 19. März 1896; † 1973), Schutzhaftlagerführer
- Fritz Hintermayr (* 7. Mai 1896; † 24. August 1964 in Nürnberg), Industrieller und Fabrikant
- Erwin Reichenbach (* 1. August 1897; † 1973 in Halle/Saale), Stomatologe und Hochschullehrer
- Vera Balser-Eberle (* 21. Oktober 1897; † 23. März 1982 in Wien), Schauspielerin am Burgtheater Wien
- Bertolt Brecht (* 10. Februar 1898; † 14. August 1956 in Berlin), Schriftsteller („Die Dreigroschenoper“, „Mutter Courage und ihre Kinder“) Bertolt Brecht

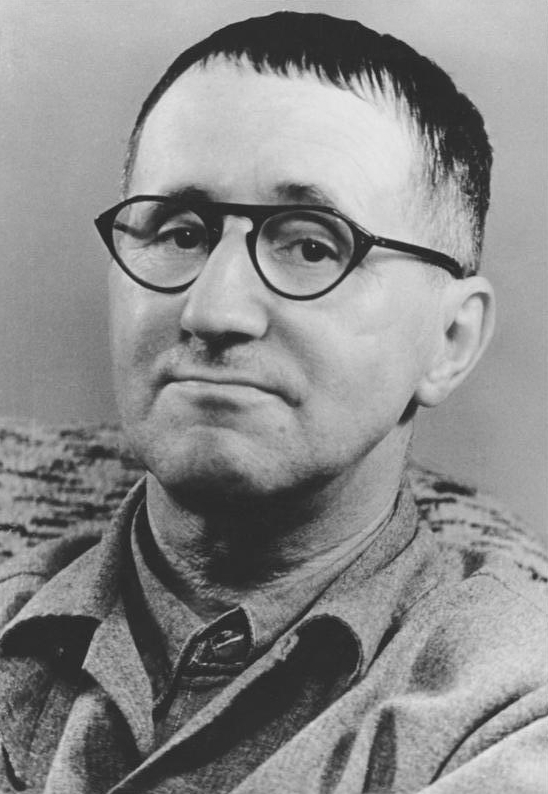
Bertolt Brecht

- Theobald Lang (* 26. Juli 1898; † 25. November 1957 in München), Psychiater, Erbbiologe und Rassenhygieniker
- Hans Lang (* 8. Februar 1899; † 27. April 1943 in Aalborg), Fußballspieler
- Friedrich Wilhelm Maier-Bode (* 30. Mai 1900; † 12. Dezember 1953 in Bonn), Phytopathologe und Fachbuchautor
- Alois Bachschmidt (* 13. Juni 1900; † 21. August 1968 im Bezirk Bozen), NS-Gauleiter des Gaues Elbe Havel
- Josef Mayr (* 16. Juni 1900; † 2. August 1957 in La Spezia), Politiker (NSDAP), Oberbürgermeister der Stadt Augsburg
- Walter Brecht (* 20. Juni 1900; † 27. September 1986 in Darmstadt), Papiertechnologe, Bruder von Bertolt Brecht
- Josef Felder (* 24. August 1900; † 28. Oktober 2000 in München), Politiker
- Heinz Friedrich Deininger (* 10. November 1900; † 10. Oktober 1972 in Augsburg), Historiker und Archivar

### 20. Jahrhundert

#### 1901 bis 1925
- Richard Aub (* 12. Januar 1901; † 1989), Internist, Amtsarzt in Sierre Leone, Stadtwehrmitglied während des Kapp-Putsches von 1920
- Georg Ertl (* 17. März 1901; † 22. Oktober 1968), Fußballspieler
- Erwin Henning (* 19. Juni 1901; † 8. März 1993 in Karlsruhe-Durlach), Maler
- August Schmidhuber (* 8. Mai 1901; † 19. Februar 1947 in Belgrad), SS-Brigadeführer und Generalmajor der Waffen-SS
- Karl Vötterle  (* 12. April 1903; † 29. Oktober 1975 in Kassel), Musikverleger (Bärenreiter-Verlag)
- Hans Kramer (* 9. Juni 1903; † 6. Februar 1980 in Augsburg), Politiker, Abgeordneter zum Bayerischen Landtag
- Erhart Kästner (* 13. März 1904; † 3. Februar 1974), Schriftsteller
- M. Stephania Wolf (* 1. Juni 1904; † 1997 auf Frauenwörth), Äbtissin von Frauenchiemsee
- Felix Müller (* 21. Oktober 1904; † 29. Oktober 1997 in Neunkirchen am Brand), Bildhauer und Maler
- Johannes Ruhland OSB (* 28. Mai 1905; † 21. Oktober 1981 in Augsburg), Abt von St. Stephan in Augsburg (1941–1970) und Abtpräses der Bayerischen Benediktinerkongregation (1958–1961)
- Josef Georg Miller (* 8. Oktober 1905; † 6. November 1983 in Kallmünz), Maler
- Karl Lorenz Kunz (* 23. November 1905; † 22. Mai 1971 in Frankfurt/Main), Maler
- Bebo Wager (* 29. Dezember 1905; † 12. August 1943), Widerstandskämpfer
- Hans Maier-Bode (* 25. Januar 1906; † 7. Juli 1996 in Rickenbach), Hochschullehrer für Chemische Pharmakologie
- Richard Roth (* 23. März 1907; † 2003), Grafikdesigner, Plakatkünstler und Hochschullehrer
- Kurt Bösch (* 9. Juli 1907; † 15. Juli 2000), deutsch-schweizerischer Unternehmer, Kunstsammler und Mäzen
- Eberhard Emminger (* 13. Dezember 1907; † 10. Juni 1992 Augsburg), Pathologe, Direktor des Pathologischen Instituts (1947–1972) am alten Hauptkrankenhaus
- Magda Schneider (* 17. Mai 1909; † 30. Juli 1996 in Berchtesgaden), Schauspielerin, Mutter von Romy Schneider
- Stephan Schaller (* 26. November 1910; † 1. März 1994), Lehrer, Gelehrter und Schriftsteller
- Georg Weber (* 28. März 1910; † 17. Oktober 1986 in Rain), Unternehmer, Begründer der Gartencenter-Kette Dehner
- Otmar Emminger (* 2. März 1911; † 3. August 1986 in Manila), Präsident der Deutschen Bundesbank (1977–1979)
- Joseph A. Fischer (* 5. Mai 1911; † 1989), römisch-katholischer Priester und Kirchenhistoriker
- Anna Lang (* 5. Mai 1911 in Lechhausen; † 27. September 2019), Weberin, Mitglied der AWO, war mit 108 Jahren zweitälteste Augsburgerin
- Hans Sachs (* 26. Februar 1912; † 20. Juni 1993 in Berlin), Oberstaatsanwalt
- Georg Mayr (* 29. Oktober 1912; † 31. August 1980 in Augsburg), Kommunalpolitiker
- Ernst Lehner (* 7. November 1912; † 10. Januar 1986 in Aschaffenburg), Fußballspieler
- Ernst Cramer (* 28. Januar 1913; † 19. Januar 2010 in Berlin), Publizist und Stiftungs-Vorstandsvorsitzender
- Rudolf Fink (* 29. Mai 1913; † 20. September 1980 in München), Fußballspieler
- Gerhard Dickel (* 28. Oktober 1913; † 3. November 2017), Chemiker und Physiker
- Kurt Prestel (* 1915; † 18. September 1988), Chordirigent und Musikpädagoge
- Fritz Pröll (* 23. April 1915; † 22. November 1944 im KZ Mittelbau-Dora Nordhausen), Widerstandskämpfer in der Zeit des Nationalsozialismus
- Sepp Mastaller (* 30. September 1915; † 26. November 2004 in Stadtbergen), Bildhauer
- Anna Pröll, geborene Nolan (* 12. Juni 1916 in Augsburg-Pfersee; † 28. Mai 2006 in Augsburg), Widerstandskämpferin in der Zeit des Nationalsozialismus
- Alfred Kuppelmayer (* 20. Januar 1918; † 2. Juli 1977), Musiklehrer und Komponist
- Otto Schubert (* 23. April 1918; † 26. März 1978), Offizier und Tribologe
- Ludwig Nerlinger (* 30. April 1918; † 29. März 2003 in Wasserburg am Bodensee), Politiker (BP)
- Erich Keller (* 21. Juli 1918; † 8. September 2010), Komponist und Dirigent
- Maria Beine-Hager (* 1919; † 1991 in Ansbach), Künstlerin
- Theodor Kraus (* 27. Mai 1919; † 13. März 1994 in Rom), Klassischer Archäologe, Direktor des Deutschen Archäologischen Instituts Rom
- Wolfgang Lettl (* 18. Dezember 1919; † 10. Februar 2008 in Augsburg), surrealistischer Maler
- Erich Zeller (* 13. Januar 1920; † 6. November 2001 in Garmisch-Partenkirchen), Eiskunstläufer und Eiskunstlauftrainer
- Ludwig Kotter  (* 21. März 1920; † 24. März 2012 in München), Tiermediziner, Hochschullehrer, Rektor der Universität München
- Wolfgang Zorn (* 3. Oktober 1922; † 8. Juli 2004 in Augsburg), Wirtschaftshistoriker und Nestor der Regionalgeschichtsforschung
- Susanne von Paczensky (* 22. Januar 1923; † 15. Mai 2010 in Hamburg), Journalistin und Buchautorin
- Gertrude Gert Boyle (* 6. März 1924; † 3. November 2019 in Portland / Oregon), US-amerikanische Unternehmerin (Columbia Sportswear)
- Fritz Ulrich (* 13. Juli 1924; † 14. Februar 1975 in Aachen), Kunstschmied
- Donat Müller (* 28. Juli 1924; † 22. Februar 2007), Zimmermeister, Verbandsfunktionär und Politiker, Mitglied des Bayerischen Senats
- Wolfgang Bächler, Pseudonym Wolfgang Born (* 22. März 1925; † 24. Mai 2007 in München), Lyriker und Prosaautor
- Hermann König (* 12. April 1925; † 17. Oktober 2012 in Augsburg), Zahnarzt, Präsident der Bayerischen Landeszahnärztekammer

#### 1926 bis 1950
- Günther Schneider-Siemssen (* 7. Juni 1926; † 2. Juni 2015 in Wien), Bühnenbildner
- Theodor Ziegler (* 1. September 1926; † 16. Juli 2024 in München), Geodät, Verwaltungsbeamter und Hochschullehrer
- Theo Schmidkonz (* 5. November 1926; † 2. Januar 2018 in Krumbad), jesuitischer Theologe, Priester und Autor
- Alfred Biehle (* 15. November 1926; † 29. Oktober 2014 in Karlstadt), Wehrbeauftragter des Deutschen Bundestages (1989–1995)
- Manfred Müller (* 15. November 1926; † 20. Mai 2015 in Mallersdorf-Pfaffenberg), Bischof von Regensburg (1982–2002)
- Werner Haas (* 30. Mai 1927; † 13. November 1956 in Neuburg an der Donau), dreimaliger Motorradweltmeister
- Hans Doppelbaur (* 8. September 1927; † 7. Dezember 1970), Botaniker und Taxonom
- Walter Althammer (* 12. März 1928; † 16. Februar 2025), Jurist und Politiker der CSU, Bundestagsabgeordneter
- Ludwig Schlump (* 16. Juni 1928), Fußballspieler
- Ernst Ammann (* 11. Oktober 1928; † 1. Januar 1982), Bühnenbildner und Schauspieler
- Werner Freiesleben (* 14. August 1929; † 25. Januar 2013), Chemiker und Manager
- Helmut Hartmann (* 25. Oktober 1929), Unternehmer und Mitglied des bayerischen Senats
- Helmut Bloid (* 8. November 1929), Schriftsteller
- Georg Harlacher (* 27. Januar 1930; † 24. Juli 2016), Fußballspieler
- Günter Ulbert (* 20. Juni 1930), provinzialrömischer Archäologe
- Günter Mack (* 12. Dezember 1930; † 27. März 2007 in Gröbenzell), Schauspieler
- Ernst Wechselberger (* 26. Januar 1931; † 18. Januar 2013 in Luzern), Fußballspieler
- Liselotte Becker-Egner (* 25. Juli 1931; † 22. Januar 2015 in Augsburg), Opernsängerin (Sopran) und Gesangspädagogin
- Franz Mayinger (* 2. September 1931; † 24. Juni 2021), Thermodynamiker
- Erwin Lorenz Sailer (* 4. Dezember 1931; † 18. Juli 2019 in Fürstenfeldbruck), Fachbuchautor im Bereich Immobilienwirtschaft
- Ulrich Biesinger (* 6. August 1933; † 18. Juni 2011), Fußballspieler
- Helmut Krätzig (* 23. Oktober 1933; † 9. Juli 2018), Filmregisseur und Drehbuchautor
- Hanns-Peter Hüster (* 1935; † 10. März 2020 in Essen), Kinobetreiber
- Brigitte Regler-Bellinger (* 12. Februar 1935), Schriftstellerin
- Ruth Gassmann (* 1. März 1935; † 7. August 2020 in München), Schauspielerin, Sängerin und Regieassistentin
- Rigolf Hennig (* 9. Mai 1935; † 19. März 2022), Arzt, rechtsextremer Publizist, Holocaustleugner, Politiker (NPD)
- Eberhard Martini (* 31. Mai 1935; † 29. Januar 2009 in Feldkirch), Bankmanager, Vorstandsvorsitzender der Bayerischen Hypotheken- und Wechselbank (1988–98)
- Alf Mintzel (* 18. April 1935; † 16. Februar 2025 in Passau), Soziologe, Politologe und Hochschullehrer
- Wolfgang Frühwald (* 2. August 1935; † 18. Januar 2019), Literaturwissenschaftler
- Werner Eberth (* 19. Dezember 1935), Jurist und Heimatforscher
- Heinz Köppendörfer (* 9. März 1936; † 17. Juli 2020), Sportjournalist und Fußballspieler
- Ignaz Walter (* 10. Juli 1936), Unternehmer der Walter Bau AG
- Arthur Brauss (* 24. Juli 1936), Schauspieler
- Manfred Weitlauff (* 31. Juli 1936), katholischer Theologe und Hochschullehrer
- Bernhard Welz (* 5. Oktober 1936; † 3. Juni 2018), Chemiker, Hochschullehrer in Brasilien
- Johannes Bauer (* 8. Januar 1937), Jurist und Kommunalpolitiker
- Walter Berschin (* 17. Juni 1937), mittellateinischer Philologe
- Hans Frei (* 30. September 1937; † 10. Dezember 2024), Bezirksheimatpfleger, Museumsdirektor, Naturschützer und Hochschullehrer
- Werner Giggenbach, (* 10. November 1937; † 7. November 1997), Geochemiker, Geologe und Vulkanologe
- Werner Kirsch (* 13. Dezember 1937), Wirtschaftswissenschaftler und Publizist
- Peter Eigen (* 11. Juni 1938), Jurist, Gründer und Vorsitzender von Transparency International
- Karl Offner (* 9. Januar 1939), Pädagoge, Diplompsychologe und Bryologe
- Eberhard Schmitt (* 4. Februar 1939), Historiker und Hochschullehrer
- Kurt F. Viermetz (* 27. April 1939; † 25. November 2016), Bankier und Aufsichtsratschef der Deutschen Börse, Mäzen
- Thilo Ulbert (* 20. Juni 1939), Christlicher Archäologe
- Helmut Haller (* 21. Juli 1939; † 11. Oktober 2012), Fußballspieler
- Erwin Metzger (* 27. Juli 1939), Fußballspieler
- Otto Geiss (* 5. August 1939; † 26. November 2005 in Augsburg), Maler
- Brigide Schwarz (* 19. Januar 1940; † 13. Februar 2019), Mittelalterhistorikerin
- Fritz Scherer (* 16. Februar 1940; † 2025 in München), deutscher Fußballfunktionär
- Richard Keßler (* 15. März 1940; † 12. Juni 2016 in Ingolstadt), Politiker, Landrat und Mitglied des Bayerischen Landtags
- Bernd Becker (* 13. Juni 1940; † 14. Februar 1994 in Köln), Forstwissenschaftler und Hochschullehrer
- Werner-Hans Böhm (* 31. August 1940), Jurist, Regierungspräsident von Oberbayern
- Tilo Prückner (* 26. Oktober 1940; † 2. Juli 2020 in Berlin), Schauspieler und Drehbuchautor
- Magdalena Müller (* 1941; † 1. August 2004 in Augsburg), Sport-Journalistin und Fernsehmoderatorin
- Hans W. Geißendörfer (* 6. April 1941), Regisseur („Erfinder“ der TV-Serie Lindenstraße)
- Günter Roth (* 13. April 1941), deutsch-österreichischer Jurist und Hochschullehrer
- Klaus Stiller (* 15. April 1941; † 19. August 2024 in Berlin), Schriftsteller
- Helmut Krauss (* 11. Juni 1941; † 26. August 2019 in Goslar), Theater- und Fernsehschauspieler, Kabarettist und Synchronsprecher
- Rolf Kießling (* 25. Juli 1941), Historiker, Autor und Herausgeber
- Klaus Rose (* 7. Dezember 1941), Politiker (CSU), Abgeordneter des Bayerischen Landtages und Deutschen Bundestages, Staatssekretär
- Georg Lechner (* 18. August 1941), Fußballspieler
- Ursula Heimberg (* 10. April 1942; † 26. Dezember 2012 in Horben), Klassische und provinzialrömische Archäologin
- Heide Dauphin (* 1. Mai 1942), Tischtennis-Nationalspielerin
- Dieter Hacker (* 4. August 1942), Maler
- Manfred Steiner (* 24. Dezember 1942), Wirtschaftswissenschaftler, Hochschullehrer
- Uwe Lang (1943–2025), evangelischer Pfarrer, Finanzmarkt- und Börsenexperte, Autor und Herausgeber
- Karl-Jürgen Kemmelmeyer (* 27. Januar 1943), Organist, Dirigent, Musikwissenschaftler, Musikpädagoge, Autor und Hochschullehrer
- Walter Schweitzer (* 28. Januar 1944), Stochastiker und Statistiker, Hochschullehrer
- Hermann Wohlgschaft (* 10. Februar 1944; † 23. September 2024), katholischer Theologe und Autor von Sachbüchern
- Elmar Wepper (* 16. April 1944; † 31. Oktober 2023), Schauspieler und Synchronsprecher
- Walter Sohnle (* 17. Juni 1944), Fußballspieler
- Jürgen Möllemann (* 15. Juli 1945; † 5. Juni 2003 in Marl-Loemühle), Politiker (FDP) und von 1987 bis 1991 Bundesminister für Bildung und Wissenschaft, anschließend bis 1993 Bundesminister für Wirtschaft und von 1992 bis 1993 deutscher Vizekanzler Jürgen Möllemann

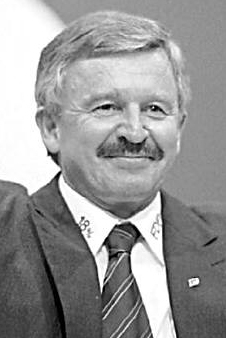
Jürgen Möllemann

- Eckhart Müller (* 1946), Rechtswissenschaftler
- Günter Bayerl (* 25. Juli 1946), Historiker
- Heide Grape-Albers (* 3. August 1945), Kunsthistorikerin
- Peter Stähle (* 4. September 1946), Tischtennisspieler
- Uta Schorn (* 13. Januar 1947), Schauspielerin
- Ulrich Weiß (* 2. Februar 1947), Hochschullehrer für Politikwissenschaften
- Alfred Görig (* 21. März 1947), Bildhauer
- Gerhard Fuchs (* 29. Mai 1947), Journalist, Fernsehdirektor des Bayerischen Rundfunks
- Helmut Gier (* 21. Juli 1947), Bibliothekar
- Marina Dietz (* 25. Juli 1947), Journalistin, Hörspielautorin und Regisseurin
- Eduard Oswald (* 6. September 1947), Politiker (CSU), Bundesminister für Raumordnung, Bauwesen und Städtebau (1998)
- Hanns Walter Maull (* 5. Oktober 1947), Politikwissenschaftler, Autor und Hochschullehrer
- Gerhard Droesser (* 1948), römisch-katholischer Theologe und Philosoph
- Claudia Eder (* 7. Februar 1948), Sängerin, Professorin für Gesang
- Walter W. Weber (* 21. März 1948; † 23. Mai 2014), Journalist
- Wolf Blitzer (* 22. März 1948), US-amerikanischer Journalist
- Frieder Faist (* 10. Juni 1948; † 6. August 2008), Schriftsteller
- Arndt Bode (* 20. September 1948), Informatiker
- Heiner Schuhmann (* 4. November 1948), Fußballspieler
- Meinrat Andreae (* 1949), Biogeochemiker
- Christina Calvo (* 1949), Autorin
- Alwin Fink (* 12. Januar 1949), Fußballspieler
- Michael W. Weithmann (* 22. März 1949), Historiker und Bibliothekar
- Arno Löb (* 3. April 1949), Musiker und Autor
- Albert Schönberger (* 12. Mai 1949), Organist und Kirchenmusiker
- Joerg Weber (* 1950), österreichisch-deutscher Architekt und Hochschullehrer
- Karl-Joseph Hummel (* 14. August 1950), Historiker, Direktor der Forschungsstelle der Kommission für Zeitgeschichte
- Johann Gärtner (* 1. September 1950), Politiker (REP)
- Achim Schneider (* 17. September 1950), Gynäkologe und Hochschullehrer
- Rainer Pethran (* 26. November 1950; † 2. September 2019 in München), Basketballspieler

#### 1951 bis 1975
- Helmut Spanner (* 5. Februar 1951), Bilderbuchautor
- Thomas Eger (* 26. Juli 1951), Pastor und Autor Neuer geistlicher Lieder
- Harry Groener (* 10. September 1951), Filmschauspieler
- Heinz Suhr (* 30. Oktober 1951; † 5. Januar 2020), Politiker (Bündnis 90/Die Grünen) und Journalist
- Michael Brandner (* 22. November 1951), Schauspieler
- Johann Häusler (* 3. Februar 1952), Politiker (Freie Wähler)
- Günter Aumann (* 4. Mai 1952), Mathematiker
- Gerhard Rödel (* 31. Juli 1952), Biologe
- Stephan Kohler (* 8. November 1952; † 31. Oktober 2020 in Berlin), Manager und Vorsitzender der Deutschen Energie-Agentur
- Georg Klein (* 29. März 1953), Schriftsteller
- Angelika Reichart (* 25. August 1953), Juristin, Richterin am Bundesgerichtshof
- Bernd Roeck (* 17. Dezember 1953), Historiker und Autor
- Julius Berger (* 1954), Cellist und Hochschullehrer
- Günter Hägele (* 4. März 1954), Bibliothekar
- Helmut Schoepe (* 30. Juli 1954), Brigadegeneral der Bundeswehr
- Josef Krätz (* 17. Oktober 1954), Gastronom
- Reinhard Kammler (* 17. Dezember 1954), Domkapellmeister und Gründer der Augsburger Domsingknaben
- Karl Strobel (* 21. Dezember 1954), Althistoriker
- Johannes Hintersberger (* 27. Dezember 1953), Unternehmensberater und Politiker (CSU)
- Isabella Fehle (* 1954), Kunsthistorikerin, Direktorin des Münchner Stadtmuseums von 2010–2019
- Anna Ottmann (* 1954), Schauspielerin und Künstlerin im Bereich Malerei, Zeichnung und Objektkunst
- Hannelore Ehrenreich (* 2. April 1955), Veterinärmedizinerin und Medizinerin
- Wolfgang März (* 7. April 1955), Rechtswissenschaftler und Hochschullehrer
- Wilhelm Rees (* 22. April 1955), katholischer Theologe, Hochschullehrer an der Universität Innsbruck
- Peter Schelzig (* 10. Juni 1955), General der Bundeswehr
- Paul Geyer (* 12. Juni 1955), Romanist und Hochschullehrer
- Thomas Carl Georg Bosch (* 3. September 1955), Zell- und Entwicklungsbiologe, Zoologe, Hochschullehrer
- Johannes Herzgsell (* 1955), jesuitischer Philosoph
- Dieter Heinlein (* 1956), Physiker und Astronom, lebt in Augsburg
- Christian Stock (* 1956), Jazzmusiker, leitete den Augsburger Jazzsommer bis 2019
- Hedwig M. Binder (* 16. Januar 1956), Übersetzerin
- Jörg Mayer (* 19. Oktober 1956; † 23. Oktober 2015), Notar
- Erhard Wunderlich (* 14. Dezember 1956; † 4. Oktober 2012 in Köln), Handballspieler
- Michaela Biet (* 1957), Bildhauerin
- Manfred Tripbacher (* 23. Februar 1957), Fußballspieler
- Reinhold Leinfelder (* 21. März 1957), Paläontologe und Geobiologe
- Bernhard Jaumann (* 8. Juni 1957), Schriftsteller
- Stefan Endres (* 17. Juni 1957), Mediziner und Hochschullehrer
- Armin Kratzert (* 22. Juni 1957), Schriftsteller
- Klaus Weber (* 2. Juli 1957), Jurist, Ministerialdirigent, Herausgeber
- Gerhard Ecker (* 4. August 1957), Oberbürgermeister von Lindau
- Christoph Hillenbrand (* 31. August 1957), Präsident des Bayerischen Obersten Rechnungshofs
- Christoph Haußner (* 1. März 1958), Maler und Graphiker
- Günther K. H. Zupanc (* 20. Oktober 1958), Naturwissenschaftler, Schriftsteller und Bildungsreformer
- Stefan Weninger (* 1959), Semitist und Äthiopist
- Jörg Stuttmann (* 22. März 1959), Schauspieler, Synchronsprecher, Kommentarsprecher und Künstler
- Hans Rott (* 21. Mai 1959), Philosoph und Hochschullehrer
- Augustinus Bader (* 20. August 1959), Mediziner, Biomediziner und Hochschullehrer
- Bernd Schuster (* 22. Dezember 1959), Fußballspieler und -trainer
- Rainer Blum (* 18. Januar 1960), Eishockeyspieler
- Viola Barbara Schmid (* 2. Juli 1960), Rechtswissenschaftlerin, Hochschullehrerin
- Max-Emanuel Geis (* 25. November 1960), Rechtswissenschaftler, Hochschullehrer
- Axel Haller (* 24. Januar 1961), Ökonom und Hochschullehrer
- Armin Veh (* 1. Februar 1961), Fußballspieler und -trainer Armin Veh

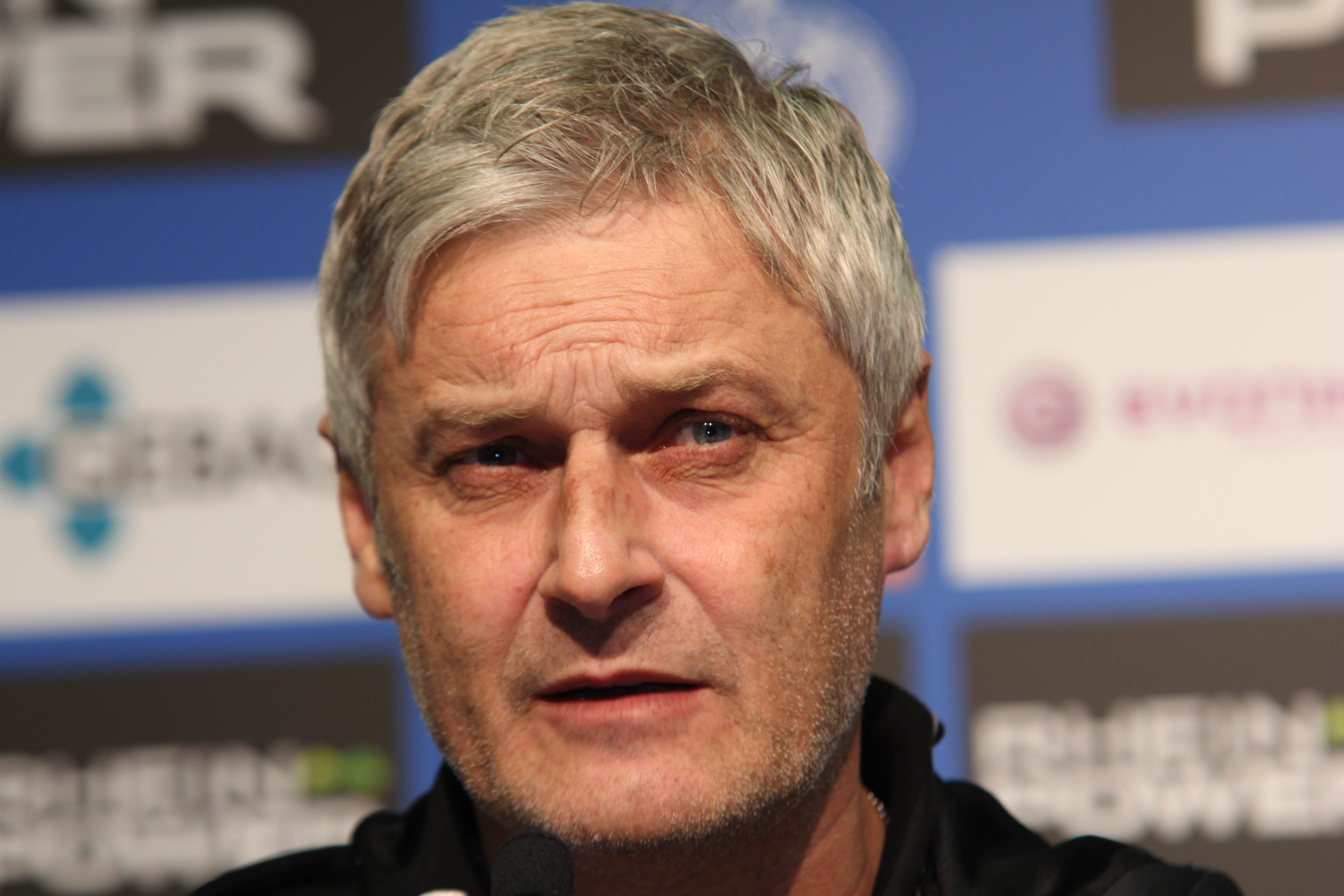
Armin Veh

- Thomas Günther (* 14. Februar 1961), Ökonom und Hochschullehrer
- Carolina Trautner (* 25. Mai 1961), Politikerin (CSU) Carolina Trautner

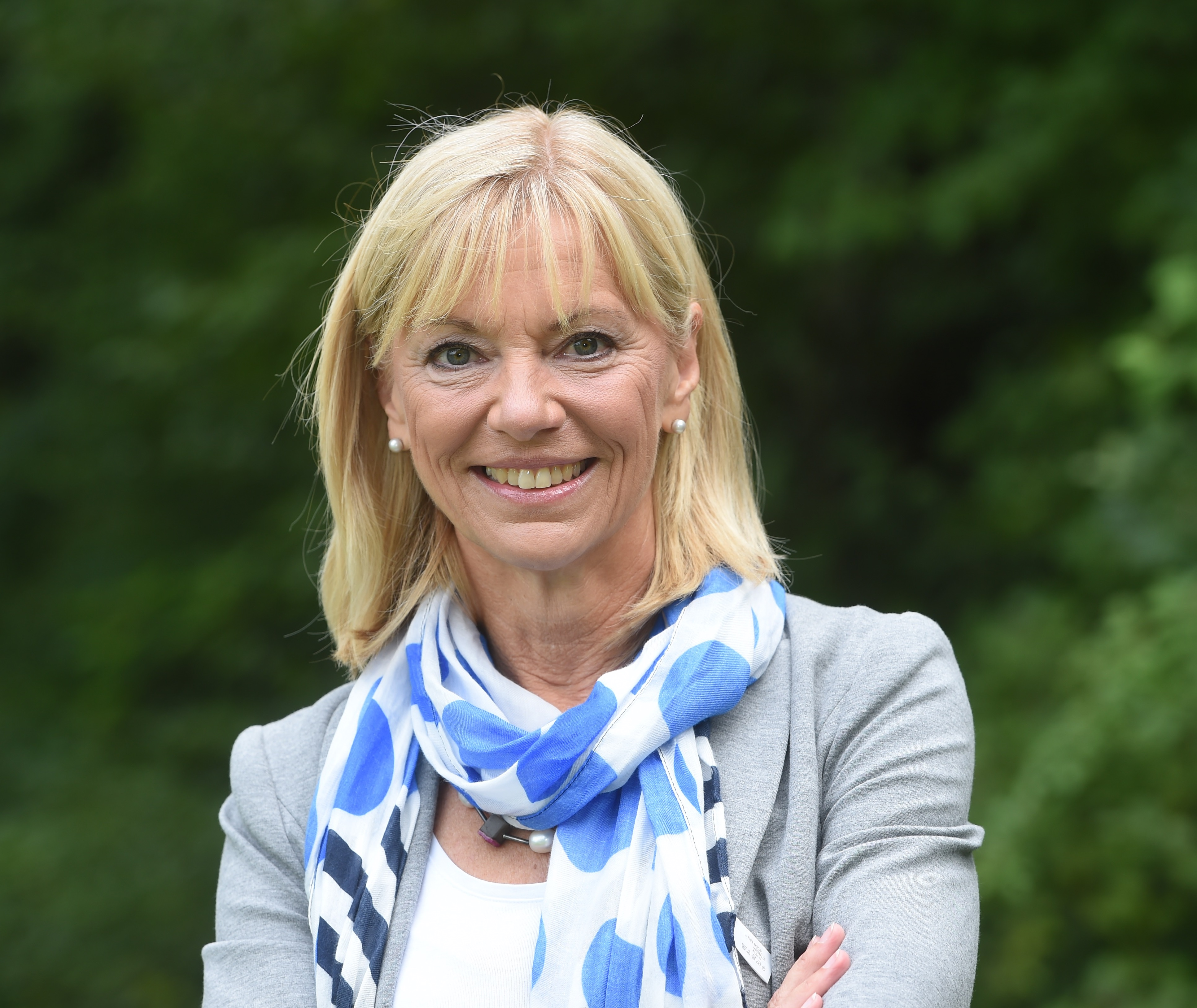
Carolina Trautner

- Jürgen Haller (* 31. August 1961), Fußballspieler und -trainer
- Martin Trieb (* 23. September 1961), Fußballspieler
- Gerda Riedl (* 11. Oktober 1961), katholische Theologin und Professorin für Dogmatik
- Marianne „Mary“ Wagner (* 12. Oktober 1961), Leichtathletin
- Désirée von Trotha (* 30. Dezember 1961; † 2021 in München), Filmautorin, Fotografin, Journalistin und Schriftstellerin
- Thomas Eser (* 1962), Kunsthistoriker, Leiter der Museen der Stadt Nürnberg
- Wolfgang Hacker  (* 29. Januar 1962), römisch-katholischer Theologe, Domdekan, Generalvikar im Bistum Augsburg
- Kerstin Preßler (* 2. Februar 1962), Langstreckenläuferin
- Bernhard Meyer (* 9. März 1962), Mediziner und Hochschullehrer
- Stefan Brunnhuber (* 2. Juli 1962), Psychiater und Soziologe
- Johannes Martin Kränzle (* 18. August 1962), Opern- und Konzertsänger (Bariton)
- Ulrike Müller (* 7. Dezember 1962), Politikerin, Abgeordnete im Bayerischen Landtag und im Europäischen Parlament
- Titus Bernhard (* 1963), Architekt
- Doris Riedl (* 1963), Journalistin und Autorin
- Christiane Roßbach (* 1963), Schauspielerin
- Klaus Metzger (* 22. Mai 1963), Politiker (CSU), Landrat des Landkreises Aichach-Friedberg
- Wolfgang Haupt (* 5. Juli 1963), Leichtathlet und Bobfahrer
- Raimond Aumann (* 12. Oktober 1963), Fußballspieler (Torwart)
- Christian Hochstätter (* 19. Oktober 1963), Fußballspieler
- Roland Grahammer (* 3. November 1963), Fußballspieler
- Volker Lang (* 1964), Künstler
- Winfried Held (* 23. April 1964), Klassischer Archäologe und Hochschullehrer
- Dieter Pohl (* 22. Mai 1964), Historiker und Hochschullehrer
- Markus Schimpp (* 29. Mai 1964), Pianist, Komponist, Moderator und Bühnenkünstler
- Manfred Paula (* 21. Oktober 1964), Fußballfunktionär und -trainer
- Archi Alert (* 1965), Gitarrist
- Ralf Wengenmayr (* 7. April 1965), Filmkomponist
- Andreas Jäckel (* 24. Juli 1965), Politiker (CSU)
- Jakob Pastötter (* 26. Juli 1965), Sexualwissenschaftler und Kulturanthropologe
- Klaus Wolf (* 3. August 1965), Germanist
- Edeltraud Günther (* 10. Oktober 1965), Wirtschaftswissenschaftlerin und Hochschullehrerin Edeltraud Günther

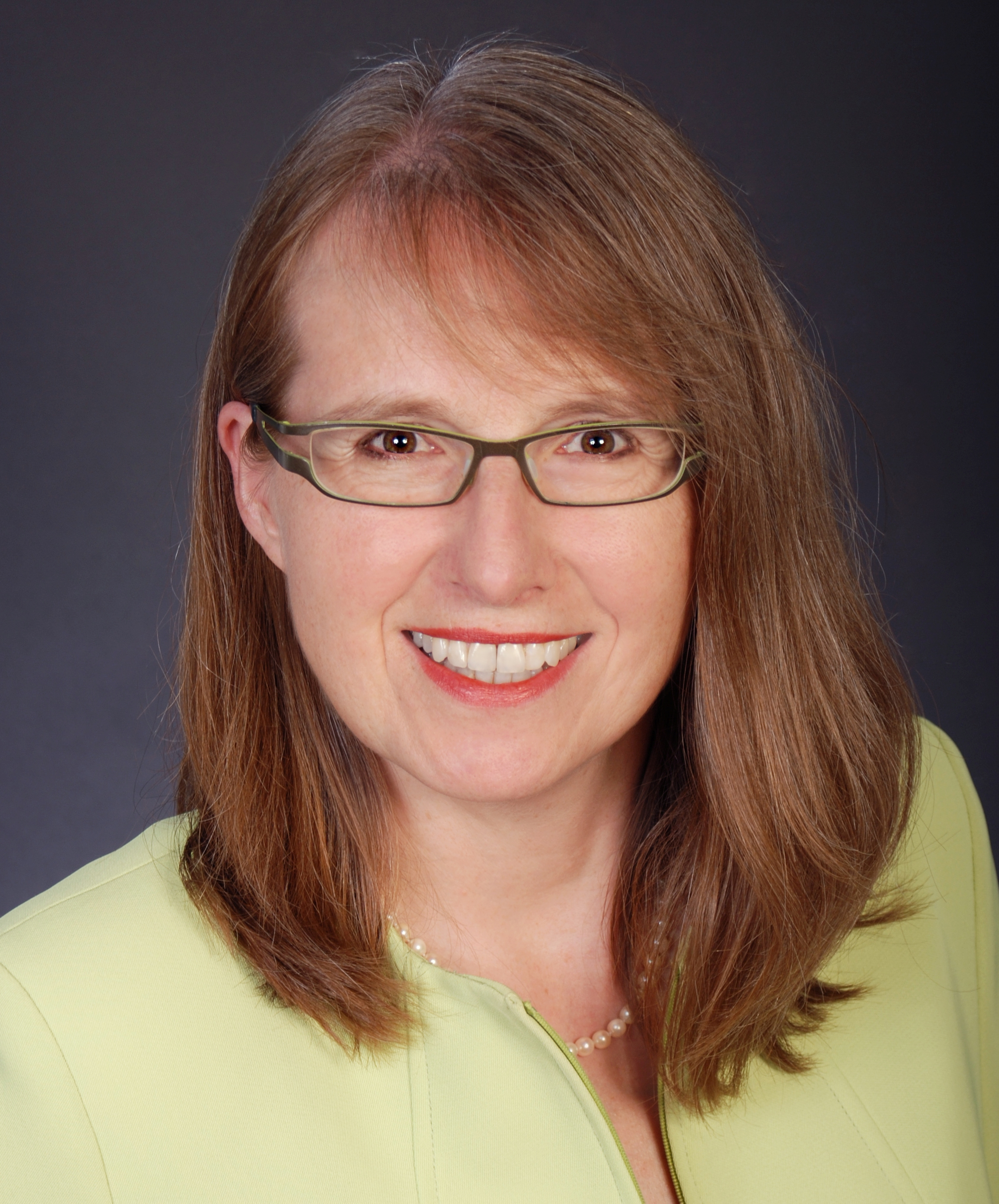
Edeltraud Günther

- Silvia Laubenbacher (* 18. Oktober 1965; † 12. März 2022 in München), Rundfunkmoderatorin
- Christoph Stenschke (* 1966), evangelischer Theologe
- Frank Löhr (* 24. März 1966), Handballspieler, Europameister, Silbermedaillen-Gewinner bei Olympia
- Bjorn Stevens (* 19. April 1966), US-amerikanischer Meteorologe und Klimaforscher
- Elisabeth Micheler (* 30. April 1966), Kanuslalomfahrerin im Einer-Kajak
- Armin Strohmeyr (* 23. Mai 1966), Schriftsteller
- Ralf-Peter Weber (* 7. September 1966), Politiker (Bündnis 90/Die Grünen)
- Natalie Böck-Németh (* 1967), Balletttänzerin und Ballettpädagogin
- Anton Rittel (* 1967), Politiker (Freie Wähler)
- Johanna Elisabeth Schmid (* 1967), römisch-katholische Theologin und Hochschullehrerin
- Leo Dietz (* 25. Januar 1967), Gastronom und Politiker
- Sheryl Lee (* 22. April 1967), US-amerikanische Schauspielerin
- Klaus Merk (* 26. April 1967), Eishockeytorhüter und -trainer
- Stefan Schreiber (* 27. August 1967), römisch-katholischer Theologe
- Boris Velter (* 30. Oktober 1967), Politiker (SPD)
- Andrea Bartl (* 1968), Literaturwissenschaftlerin und Hochschullehrerin
- Katja Mayer (* 4. Januar 1968), Triathletin und Ironman-Siegerin 1999
- Helmut Grob (* 13. Mai 1968), Tischtennisspieler
- Frank Eisenhauer (* 9. Juni 1968), Astronom und Astrophysiker
- Martin Eder (* 31. August 1968), Maler
- Markus Fuchs (* 5. Oktober 1968), deutscher Politiker (AfD), MdL Hessen
- Alexander Schmidt (* 23. Oktober 1968), Fußballspieler und -trainer
- Alexander Wesselsky (* 18. November 1968), Sänger und Musiker
- Oliver Eger (* 1969), Cartoonist und Illustrator
- Wolfram Hoyer (* 9. Juni 1969; † 30. Juli 2020), römisch-katholischer Geistlicher, Theologe und Ordenshistoriker
- Alexander Riedel (* 18. August 1969), Entomologe
- Jörg Ganzenmüller (* 8. Dezember 1969), Historiker
- Matthias von Hartz (* 1970), Regisseur, Kurator und Festivalleiter
- Stefan Schulzki (* 1970), Komponist und Musikproduzent
- Agnes Tieze (* 1970), Kunsthistorikerin
- Cornelia Kempf (* 13. Januar 1970), Schriftstellerin
- Katharina Ceming (* 30. Mai 1970), Theologin und Philosophin
- Volker Nickel (* 31. Dezember 1970), Komponist
- Kathrin Golda-Pongratz (* 20. März 1971), Architektin
- Boris Reitschuster (* 12. Mai 1971), Journalist
- Peer Fischer (* 1972), Physiker
- Ulrike Plath (* 12. Januar 1972), Historiker
- Boris Koch (* 29. Januar 1973), Schriftsteller und Verleger
- Alexander Sandy Grau (* 17. Februar 1973), Automobilrennfahrer
- Dinah Pfaus-Schilffarth (* 19. Mai 1973; † 21. Januar 2019 in Greiz), Schauspielerin
- Daniel Meyer (* 31. Mai 1973), Kunst- und Antiquitätenhändler, Auktionator, Fernsehpersönlichkeit
- Brigitte Theile, verheiratete Theile-Dallmus (* 13. Juni 1973), Rundfunkredakteurin und -moderatorin
- Florian Stadler (* 20. Juli 1973), Schauspieler
- Susanne Hirt (* 15. August 1973), Kanutin
- Andreas Hammer (* 1973), germanistischer Mediävist
- Tina Schüßler (* 21. Juni 1974), Profiboxerin und ehem. Weltmeisterin im Kickboxen
- Michael Rösele (* 7. Oktober 1974), Fußballspieler
- Johannes Bauer (* 1975), Bildungsforscher und Hochschullehrer
- Kathrin Schrocke (* 1975), Kinder- und Jugendbuchautorin
- Peter Stauch (* 23. August 1975), Regisseur und Drehbuchautor

#### 1976 bis 2000
- Andreas Birzele (* 1976), Politiker (Bündnis 90/Die Grünen)
- Matthias Beier (* 16. Juni 1976), Schauspieler
- Philipp Eger (* 24. Juli 1977), Sportkommentator, Moderator und Journalist
- Benjamin Appel (* 1978), Maler und Bildhauer
- Myriam Karsch (* 1978), Co-Gründerin und Geschäftsführerin von Kouneli Media
- Rainer Maria Jilg (* 17. November 1978), Fernsehmoderator
- Michael Bakos (* 2. März 1979), Eishockeyspieler
- Alexander Rosen (* 10. April 1979), Fußballspieler und -funktionär
- Claudia Bär (* 9. April 1980; † 28. September 2015 in Ulm), Kanutin, Europameisterin, Vize-Weltmeisterin
- Benny Greb (* 13. Juni 1980), Schlagzeuger
- Manuel Alec Klein (* 26. Juli 1980), Schauspieler
- Markus Thorandt (* 1. April 1981), Fußballspieler
- Thomas Gebauer (* 30. Juni 1982), Fußballspieler
- Daniel Lanzinger (* 5. Juli 1982), katholischer Theologe
- Stephanie Schuhknecht (* 13. Januar 1983), Politikerin (Bündnis 90/Die Grünen)
- İbrahim Aydemir (* 19. Mai 1983), Fußballspieler
- Philipp Kohlschreiber (* 16. Oktober 1983), Tennisspieler
- Andreas Bourani (* 2. November 1983), Singer-Songwriter Andreas Bourani
- Tilman Herpichböhm (* 1984), Jazzmusiker
- Jan Kiesewetter (* 1984), Jazzmusiker

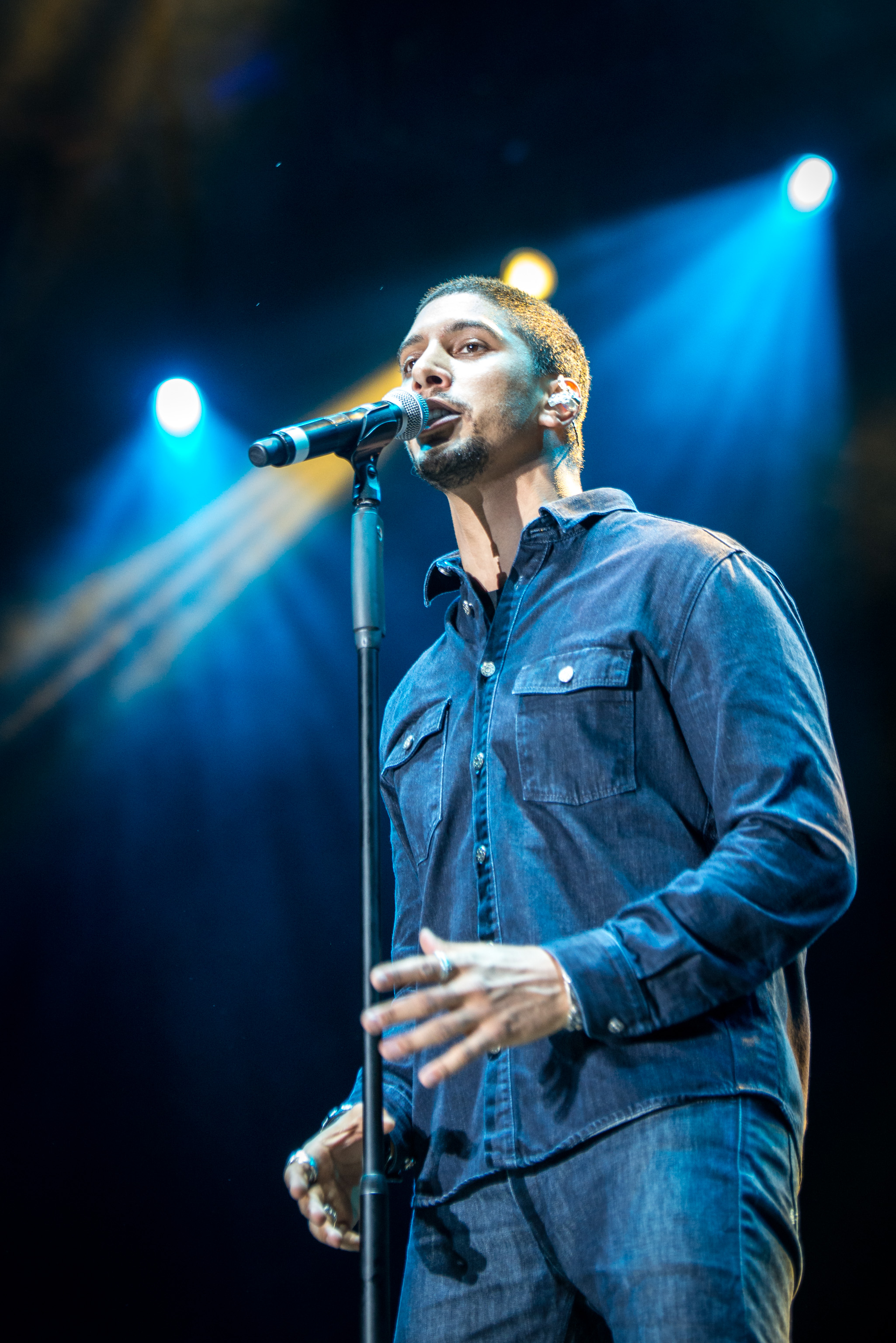
Andreas Bourani

- Roland Mayr (* 9. Juni 1984), Eishockeyspieler
- Nikolaus Weichselbaumer (* 23. Juli 1984), Buchwissenschaftler und Juniorprofessor für Buchwissenschaft
- Veronika Bachfischer (* 1985), Schauspielerin
- Djamil Deininger (* 1985), Radiomoderator
- Vanessa Rottenburg (* 1985), Schauspielerin
- Martin Wißner (* 1985), Schauspieler
- Manuel Hiemer (* 3. Februar 1985), Fußballspieler
- Annina Braunmiller (* 26. April 1985), Schauspielerin, Synchronsprecherin
- Benedikt Deigendesch (* 15. September 1985), Fußballspieler
- Johannes Kern (* 8. November 1985), deutscher Hochschullehrer und Prorektor
- Corinna Reinhardt (* 1986), Archäologin
- Alexandra Kubasta (* 15. Februar 1986), Handballspielerin
- Norbert Kleinwächter (* 22. Februar 1986), Politiker (AfD)
- Ruth Hofmann (* 23. Mai 1986), Moderatorin, Reporterin und Sängerin
- Bajram Sadrijaj (* 10. August 1986), Fußballspieler
- Alexander Grimm (* 6. September 1986), Kanute, 2008 Olympiasieger im Kanu-Slalom
- Michel Decar (* 1987), Dramatiker und Regisseur
- Alexander Merk (* 19. Januar 1987), Zauberkünstler
- Patrick Buzas (* 17. Mai 1987), Eishockeyspieler
- Marina Jakob (* 1988), Politikerin (Freie Wähler)
- Barbara Hetmanek (* 16. März 1988), Handballspielerin
- Alexander Oblinger (* 17. Januar 1989), Eishockeyspieler
- Nathan Ott (* 29. Mai 1989), Jazzmusiker
- Markus Keller (* 19. August 1989), Eishockeyspieler
- Kex Kuhl, bürgerlich Taha Cakmak (* 26. August 1989), Rapper
- Johnny Cecotto jr. (* 9. September 1989), venezolanischer Rennfahrer
- Stefan Bradl (* 29. November 1989), Motorradrennfahrer
- Stefan Müller (* 24. Februar 1990), Fußballspieler
- Patrick Seifert (* 22. April 1990), Eishockeyspieler
- Sideris Tasiadis (* 7. Mai 1990), Kanute
- Maurice Stuckey (* 30. Mai 1990), Basketballspieler
- Christian Cappek (* 25. Juli 1990), Fußballspieler
- Cornelius Maas (* 15. Juli 1991), Handballspieler
- Moritz Stahl (* 7. August 1991), Jazzsaxophonist
- Anna Rasehorn (* 5. September 1991), Politikerin (SPD)
- Christian Orth  (* 15. September 1991), Journalist und Rundfunkmoderator
- Oliver Merkel (* 19. September 1991), Fußballspieler
- Brian Butler (* 7. November 1991), Basketballspieler
- Kolja Goldstein (* 27. November 1991), Rapper
- Julius Höfer (* 12. März 1992), Volleyball- und Beachvolleyballspieler
- Ioannis Gelios (* 24. April 1992), Fußballspieler
- Marco Thiede (* 20. Mai 1992), Fußballspieler
- Raphaela Eggert (* 11. September 1992), Paracyclerin
- Stefan Steinemann (* 14. Oktober 1992), Kirchenmusiker, Domkapellmeister in Augsburg
- Guillaume Naud (* 2. Dezember 1992), Eishockeyspieler
- Benedikt Schulz (* 1993), Schauspieler
- Sandro Roy (* 1994), Geiger
- Manuel Feil (* 8. Oktober 1994), Fußballspieler
- Nico Sturm (* 3. Mai 1995), Eishockeyspieler
- Raphael Framberger (* 6. September 1995), Fußballspieler
- Riccardo Pallotta (* 1996), Schauspieler
- Filip Kusić (* 3. Juni 1996), Fußballspieler
- Jenny Gaugigl (* 22. August 1996), Fußballspielerin
- Elvedin Herić (* 9. Februar 1997), bosnischer Fußballspieler
- Samina König (* 24. April 1997), Sängerin und Synchronsprecherin
- Leonie Antonia Beck (* 27. Mai 1997), Schwimmerin
- Konstantin Pott (* 20. August 1997), Politiker (FDP)
- Georg Zimmermann (* 11. Oktober 1997), Radrennfahrer
- Moritz Trieb (* 17. April 1998), Basketballspieler
- Lukas Langguth (* 1999), Jazzmusiker
- Jozo Stanić (* 6. April 1999), Fußballspieler
- Robin Walter (* 9. Juli 1999), Sportschütze
- Franz Schmid (* 4. Oktober 2000), Politiker (AfD)
- Maurice Malone (* 17. August 2000), Fußballspieler

### 21. Jahrhundert
- Simon Asta (* 25. Januar 2001), Fußballspieler
- Justin Butler (* 23. März 2001), Fußballspieler
- Florian Elias (* 7. August 2002), Eishockeyspieler
- Marco Brenner (* 27. August 2002), Radrennfahrer
- Fabio Gruber (* 3. September 2002), Fußballspieler
- Elisabeth Nittka (* 19. Juni 2003), Schauspielerin
- Gabriel Vidović (* 1. Dezember 2003), kroatisch-deutscher Fußballspieler
- Tarek Buchmann (* 28. Februar 2005), deutsch-togoischer Fußballspieler

## Weitere Persönlichkeiten mit Bezug zu Augsburg
Hier werden bekannte Persönlichkeiten aufgeführt, die in Augsburg einen Teil ihres Lebens verbracht haben oder in Augsburg gestorben sind.

### Bis 1700
- St. Afra (* auf Zypern; † 304 in Augsburg), frühchristliche Heilige und Märtyrerin
- St. Wikterp (Wigbert, Wiggo) († 771), Heiliger, der erste geschichtlich gesicherte Bischof von Augsburg
- Burkhard Zingg (* 1396 in Memmingen; † etwa 1475 in Augsburg), erster Verfasser einer Selbstbiografie, Kaufmann und Augsburger Chronist
- Günther Zainer († 13. April 1478), erster Drucker der Inkunabelzeit in Augsburg
- Adolph Occo (* 1446/47 in Osterhusen; † 1503 in Augsburg), Mediziner, fürstlicher Leibarzt und Humanist, lebte und starb in Augsburg; Epitaph im Domkreuzgang
- Leonhard Wagner (* 1453 in Schwabmünchen; † 1522 in Augsburg), Benediktinermönch zu St. Ulrich und Afra, bedeutendster Kalligraph der deutschen Renaissance
- Erhart Öglin (* um 1470 in Reutlingen; † um 1520 in Augsburg), Buchdrucker mit dem Schwerpunkt Notendruck
- Jakob Henrichmann (* um 1482 in Sindelfingen; † 28. Juni 1561 in Augsburg), Humanist, Jurist und Geistlicher, wirkte ab 1514 in verschiedenen Positionen in der Stadt; lebte und starb in Augsburg; Epitaph im Domkreuzgang
- Martin Luther (* 10. November 1483 in Eisleben; † 18. Februar 1546 ebenda), musste sich 1518 auf dem Augsburger Reichstag verteidigen und wohnte während dieser Zeit im Kloster St. Anna Martin Luther (siehe auch Confessio Augustana (Augsburger Bekenntnis))

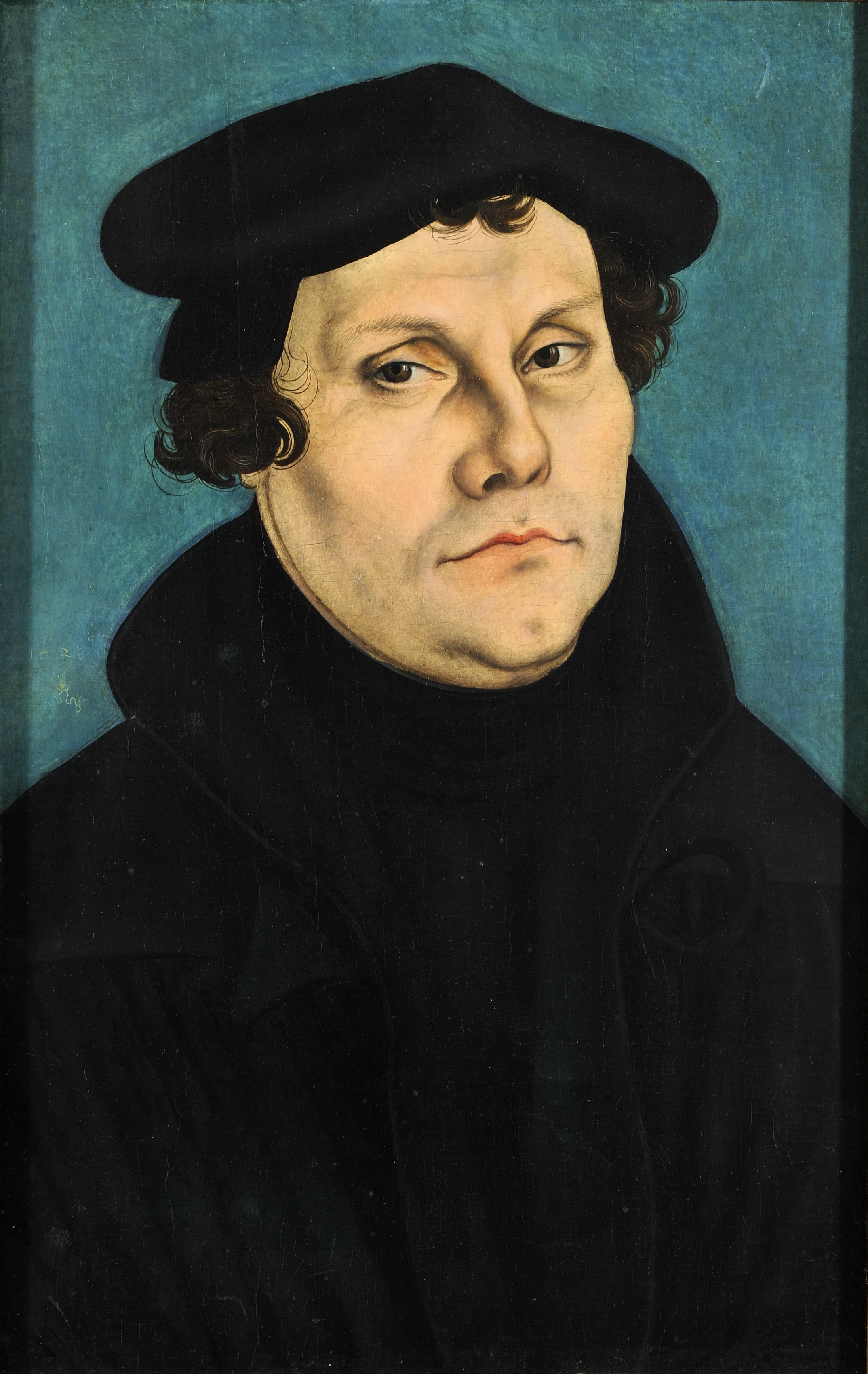
Martin Luther (siehe auch Confessio Augustana (Augsburger Bekenntnis))

- Bartholomäus V. Welser (* 1484 in Memmingen; † 1561 in Amberg in Schwaben), Kaufmann und Bankier
- Ambrosius Blarer (* 4. April 1492 in Konstanz; † 6. Dezember 1564 in Winterthur), evangelischer Pfarrer und Kirchenlieddichter, Reformator in Augsburg 1534–1537
- Anton Fugger (* 10. Juni 1493 in Nürnberg; † 14. September 1560 in Augsburg), Kaufmann und Bankier
- Pilgram Marbeck (* um 1495 in Rattenberg/Tirol; † Ende 1556 in Augsburg), führende Persönlichkeit der Täuferbewegung, war von 1544 bis zu seinem Tod im Dienst der Stadt Augsburg, schuf eine neue Wasserversorgung und begründete die Holzflößerei
- Matthias Schenck (* 1517 in Konstanz; † 21. Juli 1571 in Augsburg), Schulmann und Bibliothekar, Rektor des Augsburger St.-Annagymnasiums sowie Stadtbibliothekar
- Adriaen de Vries (* 1556 in Den Haag; † 1626 in Prag), Bildhauer, schuf einige der Augsburger Prachtbrunnen
- Hans Leo Haßler von Roseneck (* 25. Oktober 1564 in Nürnberg; † 5. Juni 1612 in Frankfurt am Main), Komponist, Uhrmacher und Verfertiger von Musikautomaten; Kammerorganist des Grafen Oktavian II. von Fugger und Organist an St. Moritz
- Raymund Minderer (* um 1570 in Oettingen; † 13. Mai 1621 in Augsburg), 1606–1621 Stadtphysicus in Augsburg
- Gundakar von Dietrichstein (* 9. Dezember 1623 in Hollenburg; † 25. Januar 1690 in Augsburg), kaiserlicher Minister, Gesandter und Hofbeamter
- Johann Bayer (* 1572 in Rain am Lech; † 7. März 1625 in Augsburg), Astronom, erstellte die erste Sternkarte des gesamten Himmels
- Johann Konrad von Gemmingen (* 23. Oktober 1561 in Tiefenbronn/Baden-Württemberg; † 7. November 1612 in Eichstätt), Fürstbischof zu Eichstätt
- Johann Wiesel (* 1583 in Burrweiler; † 27. März 1662 in Augsburg), Fernrohrbauer
- Hans Ulrich Franck (* 1590/95 in Kaufbeuren; † 1675 in Augsburg), Maler und Radierer des Dreißigjährigen Kriegs
- Salomon Idler (* 11. Februar 1610 in Stuttgart-Bad Cannstatt; † wahrscheinlich 1669 in Augsburg), gescheiterter Flugpionier
- Corbinian Khamm (* 25. Januar 1645 in Zusamaltheim; † 8. März 1730 in Augsburg), Professor der Philosophie und Theologie sowie Subprior am Stift St. Ulrich und Afra
- Johann August Corvinus (* 1683 in Leipzig; † 1738 in Augsburg), Kupferstecher in Augsburg
- Egid Verhelst der Ältere (* 13. Dezember 1696 in Antwerpen; † 19. April 1749 in Augsburg), flämischer Bildhauer des bayerischen Barock und Rokoko

### 18. Jahrhundert
- Johann Wolfgang Baumgartner (* 1702 in Ebbs (Tirol); † 7. September 1761 in Augsburg), österreichisch-deutscher Rokoko-Maler
- Matthäus Günther (* 7. September 1705 in Peißenberg; † 30. September 1788 in Haid bei Wessobrunn), Backockmaler, Leiter der Augsburger katholischen Kunstakademie
- Johann Heinrich Edler von Schüle (* 13. Dezember 1720 in Künzelsau; † 17. April 1811 in Augsburg), Kaufmann, Erfinder, Techniker, Chemiker und Kattunfabrikant mit europäischer Bedeutung
- Joseph Mangold (* 2. März 1716 in Rehling; † 10. Mai 1787 in Augsburg), römisch-katholischer Theologe und Philosoph, Rektor des Salvatorkollegs in Augsburg
- Maximus Mangold (* 29. Mai 1722 in Rehling; † 23. März 1797 in Augsburg), römisch-katholischer Theologe und Philosoph, Rektor des Salvatorkollegs in Augsburg
- Johann Andreas Stein (* 6. Mai 1728 in Heidelsheim; † 29. Februar 1792 in Augsburg), Instrumentenbauer, bedeutend in der Entwicklung der Klaviermechanik
- Johann Nepomuk August Ungelter von Deissenhausen (* 20. Februar 1731 in Höchstädt an der Donau; † 26. Januar 1804 in Augsburg), Weihbischof und Generalvikar des Bistums Augsburg
- Andreas Dahlweiner (* 10. September 1734 in Weißenhorn; † 1758/1759 in Augsburg), Maler und Freskant
- Caspar Wolf (* 3. Mai 1735 in Muri AG; † 6. Oktober 1783 in Heidelberg), Maler
- Ernst Häußler (* 8. Januar 1761 in Böblingen; † 20. Februar 1837 in Augsburg), Sänger, Komponist und Musiklehrer am St. Anna-Gymnasium
- Karl Joseph Stegmann (* 1767; † 4. März 1837 in Augsburg), Chefredakteur der Allgemeinen Zeitung (1804–1837)
- Johann Gottlieb Freiherr von Süßkind (* 11. März 1767 in Nürtingen; † 21. Dezember 1849 in Augsburg), gründete ein Bankhaus in Augsburg
- Franz Xaver von Pflummern (* 1. April 1769 in Biberach an der Riß; † 21. Juni 1851 in Augsburg), Augsburger Bürgermeister und bayerischer Beamter
- Carl Borromäus Egger (* 31. Oktober 1772 in Denklingen; † 31. Dezember 1849 in Augsburg), Domherr und Politiker
- Johann Evangelist Wetzler (auch Johannes Wetzler; * 27. Dezember 1774 in Michelbach; † 1850), Regierungs- und Medizinalrat von 1808 bis 1840
- Barnabas Huber (13. April 1778 in Gutenberg bei Oberostendorf; † 29. Juli 1851 in Augsburg), Abt des Klosters St. Stephan in Augsburg
- August Bomhard (* 7. November 1787 in Schmalfelden; † 23. Juli 1869 in Augsburg), Pfarrer bei St. Jakob und Dekan in Augsburg, Kirchenrat, Ehrendoktor der Universität Erlangen
- Carl Ludwig Forster (* 10. Februar 1788 in Nürnberg; † 13. Oktober 1877 in Augsburg), Kattunfabrikant und Fabrikbesitzer von Schöppler & Hartmann, Mitbegründer der MAN, eine der bedeutendsten Unternehmerpersönlichkeiten der Stadt, später mit persönlichem Adel ausgezeichnet
- Friedrich List (* 6. August 1789 in Reutlingen; † 30. November 1846 in Kufstein), Wirtschaftstheoretiker, vollendete in Augsburg sein 1841 erschienenes Hauptwerk und gab er dort ab 1843 das Zollvereinsblatt heraus Friedrich List

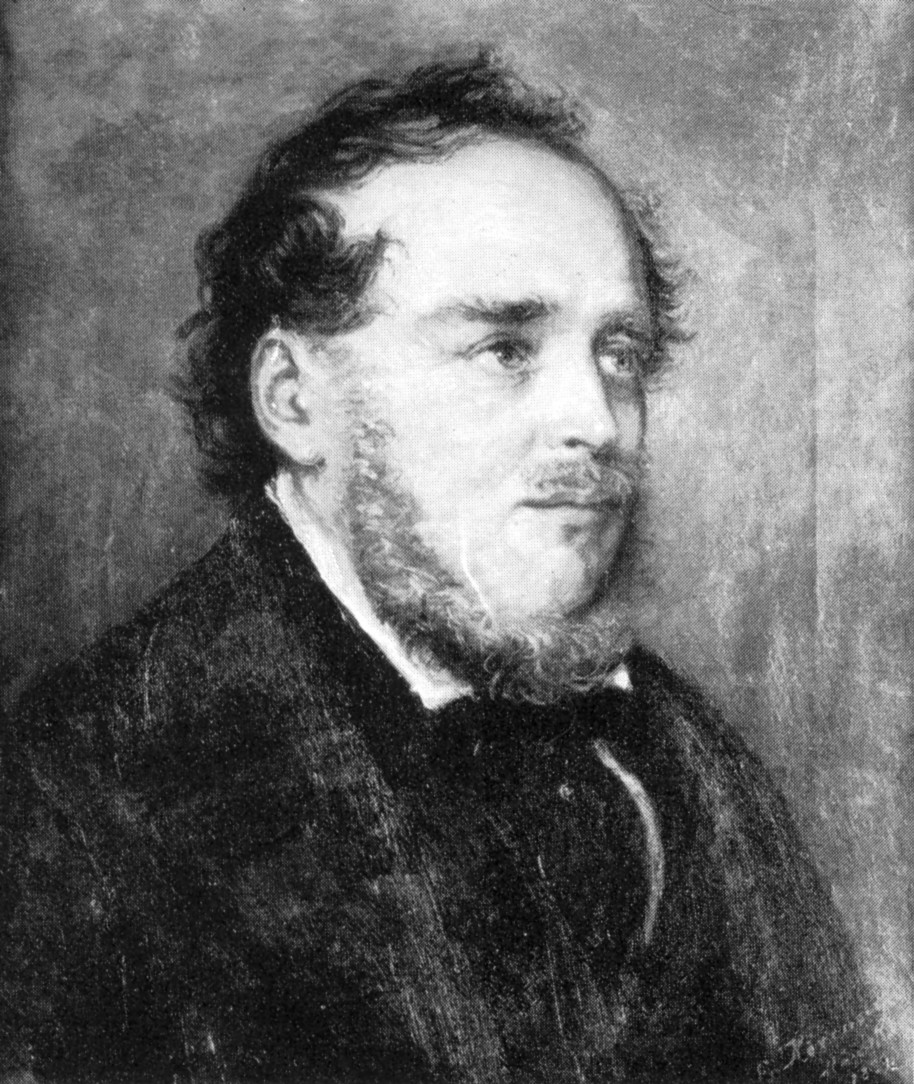
Friedrich List

- Franz Xaver Stadler (* 15. November 1789 in Thannhausen; † 20. Mai 1865), Kaufmann und Stifter
- Ludwig Sander (* 3. Juli 1790 in Kreuznach; † 26. Oktober 1877 in Augsburg), Gründer der Sander’schen Maschinenfabrik, eines Vorläufers der MAN
- Wilhelm Birett (* 7. Juli 1793 in Amberg; † 30. April 1837 in Augsburg), Buchhändler
- Richard Anton Nikolaus Carron du Val (* 19. März 1793 in Rain; † 29. Dezember 1846 in Augsburg), von 1834 bis 1846 erster rechtskundiger Bürgermeister der Stadt Augsburg
- Clemens Martini (* 12. Dezember 1799 in Biberach an der Riß; † 3. August 1862 in Augsburg), Textilindustrieller in Augsburg

### 19. Jahrhundert
- Georg Caspar Mezger (* 23. Januar 1801 in Wassertrüdingen; † 19. April 1874 in Augsburg), von 1824 bis 1872 Lehrer sowie von 1840 bis 1872 Rektor am Anna-Gymnasium und von 1835 bis 1872 Bibliothekar der Stadt- und Kreisbibliothek Augsburg
- Napoléon III. (* 20. April 1808 in Paris; † 9. Januar 1873 in Chislehurst bei London), französischer Präsident und zweiter und letzter Kaiser der Franzosen, lebte als Kind mit seiner Mutter einige Zeit in Augsburg und verbrachte später dort seine Schulzeit, zunächst mit Privatlehrern, von 1821 bis 1823 auf dem Gymnasium bei St. Anna
- Theodor Gangauf (* 1. November 1809 in Bergen bei Neuburg; † 15. September 1875 in Augsburg), Abt von St. Stephan, Rektor des Studienseminars St. Joseph
- Theodor Herberger (* 15. Februar 1811 in Ottobeuren; † 5. Dezember 1870 in Augsburg), Stadtarchivar von Augsburg
- Heinrich von Buz (* 17. September 1833 in Eichstätt; † 8. Januar 1918 in Augsburg), Techniker und Industrieller
- Leonhard Tauscher (* 15. Juni 1840 in Regensburg; † 16. Dezember 1914 in Stuttgart), gründete 1869 die bayrische Sozialdemokratie in Augsburg
- Anton Hauser (* 14. Oktober 1840 in Gundremmingen; † 22. Juni 1913 im Kloster St. Ottilien in Eresing), römisch-katholischer Priester und Person der Arbeiterbewegung
- Rudolf Diesel (* 18. März 1858 in Paris; † 29. September 1913 im Ärmelkanal), entwickelte in Augsburg den Dieselmotor
- Mathias Kneißl (* 12. Mai 1875 in Unterweikertshofen; † 21. Februar 1902 in Augsburg), legendärer Räuber („Kneißl Hias“), in Augsburg guillotiniert
- Otto Bohl (* 8. Mai 1885 in Mannheim; † 24. Oktober 1969 in Illertissen), Politiker der BVP und von 1930 bis 1933 Oberbürgermeister Augsburgs
- Robert Bürkner (* 12. Juli 1887 in Göttingen; † 19. August 1962 in Augsburg), Schauspieler, Theaterintendant, Theaterregisseur, Bühnenautor und Schriftsteller
- Erwin Bowien (* 3. September 1899 in Mülheim an der Ruhr; † 3. Dezember 1972 in Weil am Rhein), Maler und Autor. Er lebte 1943 ein halbes Jahr in Augsburg, bevor er an die Gestapo verraten wurde und fliehen musste. Bowien schuf zahlreiche Stadtveduten und widmete seinem Aufenthalt in der Stadt ein Kapitel in seiner Biographie.[1]

### 20. Jahrhundert
- Herta Ilk (* 9. September 1902 in Brieg; † 29. August 1972 in Augsburg), Politikerin der FDP
- Theo Bechteler (* 8. Februar 1903 in Immenstadt im Allgäu; † 22. Juni 1993 in Augsburg), Bildhauer
- Max Ulrich Graf von Drechsel (* 3. Oktober 1911 in Karlstein; † 4. September 1944 in Berlin-Plötzensee), Hauptmann und ermordeter Widerstandskämpfer vom 20. Juli 1944, Schüler des Benediktinergymnasiums bei St. Stephan
- Günther Strupp (* 6. März 1912 in Johannisburg; † 14. November 1996 in Augsburg), Maler und Grafiker
- Johannes Zielinski (* 22. Juni 1914 in Hohensalza; † 23. Juli 1993 Bobingen bei Augsburg), Pädagoge und Hochschullehrer (Professor für Pädagogik und Lehrstuhlinhaber an der RWTH Aachen), wohnte in Augsburg
- Georg Lechner (* 6. Oktober 1918; † 20. Dezember 2004), Fußballspieler und -trainer
- Radoslav Momirski (* 4. September 1919 in Novi Sad; † 12. Februar 2007 in Augsburg), jugoslawischer Fußballtrainer
- Mieczysław Pemper (* 24. März 1920 in Krakau; † 7. Juni 2011 in Augsburg), erstellte die Liste mit 1200 Zwangsarbeitern, denen Oskar Schindler das Leben rettete, lebte seit 1958 in Augsburg und war seit 29. April 2007 Ehrenbürger
- Paul Renz (* 29. Juni 1920 in Haberspirk; † 10. März 1993 in Augsburg), Fußballtrainer
- Christian Angerbauer (* 30. März 1925 in Berlin; † 29. Juni 2008 in Augsburg), Bildhauer
- Karl-August Keil (* 11. Oktober 1925 in Lindau; † 14. Juni 2021), Mathematiker, Schüler und Lehrer am Anna-Gymnasium
- Inge Keil (* 9. Juli 1929 in Ludwigshafen; † 21. Juli 2010 in Augsburg), Astronomiehistorikerin (Augsburger Instrumentenmacher)
- Christoph Bechteler (* 13. Dezember 1935 in Berlin), Bildhauer
- Herbert Leroy (* 10. Januar 1936 in Düren), Theologe, ordentlicher Professor der Universität Augsburg, lebte in Augsburg[2]
- Hanspeter Plocher (* 11. April 1942 in Mannheim; † 27. Februar 2019), 1974–2006 Dozent für französische Literaturwissenschaft an der Universität Augsburg, Molière-Übersetzer, Gründer und Regisseur des Romanistentheaters Augsburg
- Roy Black (* 25. Januar 1943 in Straßberg bei Augsburg; † 9. Oktober 1991 in Heldenstein), Schlagersänger und Schauspieler Roy Black

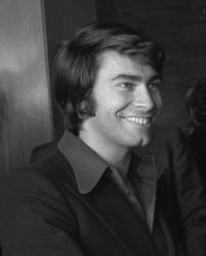
Roy Black

- Rüdiger Schablinski (* 1944 in Ostpreußen; † 28. März 1997), Augsburger Kabarettist, Autor, Journalist[3]
- Roland Hetzer (* 17. Januar 1944 in Neuhammer, Sudetenland), international führender Herzchirurg und Ärztlicher Direktor des Deutschen Herzzentrums Berlin
- Fritz Bäuml (* 27. Januar 1945 in Göggingen; † 28. November 2005 in Augsburg), Fußballspieler und -funktionär
- Klaus Walleitner (* 12. September 1947 in München; † 1. September 2014 in Augsburg), Fußballspieler
- Waldemar Hartmann (* 10. März 1948 in Nürnberg), Journalist und Moderator
- Peter Bircks (* 2. August 1952 in Rennertshofen; † 2. November 2018 in Augsburg), Betriebswirt und Fußballfunktionär
- Gerhard Johannes Hermanutz (* 31. Januar 1953 in Saulgau), selbsternannter „König von Augsburg“ und Performance-Künstler[4]
- Silvia Meiertöns (* 4. Mai 1955 in Schwerte), ehemalige Volleyball-Nationalspielerin, arbeitet als Physiotherapeutin in Augsburg
- Wolfgang Lackerschmid (* 19. September 1956 in Tegernsee), Jazzmusiker, lebt und betreibt ein Tonstudio in Augsburg
- Alfred Wallon (* 20. Mai 1957), deutscher Autor, lebt und arbeitet in Augsburg
- Ulrich Noethen (* 18. November 1959 in München), Schauspieler
- Winfried Maier (* 1959), Staatsanwalt, maßgeblich an der Aufklärung der CDU-Spendenaffäre beteiligt
- Heio von Stetten (* 5. Juli 1960 in Aystetten), Schauspieler
- Christoph Goldt (* 15. März 1966 in Recklinghausen), Historiker und Journalist, Pressesprecher des Bistums Augsburg (1999–2010)
- Key Pousttchi (* 23. Oktober 1970 in Rheine), erster deutscher Professor für Wirtschaftsinformatik und Digitalisierung, lehrte als Forschungsgruppenleiter 2001–2014 an der Universität Augsburg
- Daniel Mark Eberhard (* 1976 in Isny), Professor für Musikpädagogik und Musikdidaktik, Jazzmusiker, lehrte von 2002 bis 2014 an der Universität Augsburg, ist Kunstförderpreisträger der Stadt Augsburg und war 1. Vorsitzender des Kulturbeirats der Stadt Augsburg
- Oliver Gottwald (* 27. September 1978 in Schwabmünchen), Popkünstler, bekannt geworden als Sänger und Songwriter der Band Anajo, seit mehreren Jahren unter eigenem Namen und mit neuer Band unterwegs
- Aleksander Polaczek (* 9. August 1980 in Opole, Polen), ehemaliger Eishockeyspieler, auch bei den Augsburger Panthern
- Helena Kaschurow (* 23. September 1989 in Krasnojarsk, Russland), Tänzerin in den Sparten Standard- und Lateinamerikanische Tänze, Mitglied des Bundeskaders
- ERRdeKa (* 12. März 1991 in Aichach-Friedberg), Rapper, der in Augsburg lebt und hier sein Label Eyeslow Records gründete
- B-Case (* 13. November 1991 in Bielefeld), Musikproduzent und DJ, der in Augsburg aufwuchs und hier seine Karriere startete
- Raffaela Kraus (* 23. Juli 1996 in Dachau), Schauspielerin und Moderatorin